# پانتئون کومیتاس
پانتئون کومیتاس (ارمنی: Կոմիտասի անվան զբոսայգի և պանթեոն) در سمت راست خیابان اصلی آرشاکونیاتس، در ناحیه شنگاویت ایروان واقع شده‌است. این مکان در سال ۱۹۳۶ بنا شده‌ و بسیاری از چهره‌های برجسته‌ی ارمنستانی هنر جهان در اینجا به خاک سپرده شده‌اند، از جمله کومیتاس (۱۸۶۹–۱۹۳۵), بنیان‌گذار موسیقی ملی ارمنیان، که این مکان به نام وی نامگذاری شده‌است.
تمامی یادبودهای پانتئون کومیتاس در وبگاه شجره نامه‌ای hush.am قابل مشاهده است.

## مدفونان
در پانتئون کومیتاس ۵۹ قبر وجود دارد، تمامی یادبودها در hush.am به همراه مختصات نقشه گوگل برای جهت یابی آسان قابل دسترسی می‌باشد. در زیر فهرستی تعدادی از مشهورترین مدفونان آورده شده‌است:

## مدفونان پانتئون کومیتاس

### چهره های سینما و تئاتر
- هوهانس آبلیان (۱۹۳۶–۱۸۶۵)، هنرپیشه
- خورن آبراهامیان (۲۰۰۴–۱۹۳۰)، هنرپیشه
- وارطان آجمیان (۱۹۷۷–۱۹۰۵)، کارگردان و هنرپیشه تئاتر
- آروس آسریان (۱۹۸۷-۱۹۰۴)، هنرپیشه
- واردوهی واردرسیان (۲۰۱۵-۱۹۲۸)، هنرپیشه
- هراچیا غاپلانیان (۱۹۸۸-۱۹۲۳)، هنرپیشه و کارگردان
- استپان مانوکیان (۱۹۳۰-۱۹۱۰)، کارگردان و فیلمنامه نویس
- فرونزیک مکرتچیان (۱۹۹۳–۱۹۳۰)، هنرپیشه
- هراچیا نرسیسیان (۱۹۶۱–۱۸۹۵)، هنرپیشه فیلم
- سوس سارگسیان (۲۰۱۳–۱۹۲۹)، هنرپیشه
- واهرام پاپازیان (۱۹۶۸–۱۸۸۸)، هنرپیشه
- سرگئی پاراجانف (۱۹۹۰–۱۹۲۴)، کارگردان فیلم و هنرمند

### موسیقیدانان
- گوهار گاسپاریان (۲۰۰۷-۱۹۲۴) خواننده اپرا
- گغام گریگوریان (۲۰۱۶-۱۹۵۱)
- استپان دموریان (۱۹۳۴-۱۸۷۲)
- اوهان دوریان (۲۰۱۱-۱۹۲۲)،
- آرام خاچاتوریان (۱۹۷۸–۱۹۰۳)، آهنگساز
- کومیتاس (۱۹۳۵–۱۸۶۹)، کشیش، آهنگساز و خواننده
- اوفلیا هامبارتسومیان (۲۰۱۶-۱۹۲۵)،
- واسیل قورقانیان (۱۹۳۴-۱۸۶۵)
- رومانوس ملیکیان (۱۹۳۵–۱۸۸۳)، آهنگساز
- سپیریدون ملیکیان (۱۹۳۳-۱۸۸۰)
- ادوارد میرزویان (۲۰۱۲-۱۹۲۱)،
- کنستانتین اوربلیان (۲۰۱۴-۱۹۲۸)،

### نویسندگان و شاعران
- پتروس دوریان (تنها جمجمه))، ۱۸۷۲–۱۸۵۱)، شاعر
- واهاگن داوتیان (۱۹۹۶–۱۹۲۲)، نویسنده
- استپان زوریان (زاده ۱۸۸۹ (میلادی)) (۱۸۷۲–۱۸۵۱)،نویسنده
- آوتیک ایساهاکیان (۱۹۵۷–۱۸۷۵)، شاعر نویسنده
- سرو خانزادیان (۱۹۹۸–۱۹۱۶)، نویسنده
- خنکو آپر (۱۹۳۵-۱۸۷۰)،
- سیلوا کاپوتیکیان (۲۰۰۶–۱۹۱۹)، شاعر
- هوهانس هوهانسیان (۱۹۲۹–۱۸۶۴)، شاعر، مترجم و مربی
- هوهانس شیراز (۱۹۸۴–۱۹۱۵)، شاعر
- آلکساندر شیروانزاده (۱۹۳۶–۱۸۵۸)، نمایش‌نامه‌نویس و رمان‌نویس
- هامو ساهیان (۱۹۹۳–۱۹۱۴)، شاعر و مترجم
- ویلیام سارویان (۱۹۸۱–۱۹۰۹)، نمایش‌نامه‌نویس و مؤلف
- هراند ماتئوسیان (۲۰۰۲-۱۹۳۵)،
- واهان دریان (۱۹۲۰–۱۸۸۵)، شاعر ترانه سرا و فعال اجتماعی
- وارتانس پاپازیان (۱۹۲۰–۱۸۶۶)، نویسنده، سیاستمدار و فعال فرهنگی
- شوشانیک کورقینیان (۱۹۲۷–۱۸۷۶)، شاعر

### نقاشان و معماران
- ورتانس آخیکیان (۱۹۳۶-۱۸۷۳)،
- ماریام آسلامازیان (۲۰۰۶–۱۹۰۷)، نقاش
- هاکوب هاکوبیان (۲۰۱۳-۱۹۲۳)،
- یغیشه تادئوسیان (۱۹۳۶-۱۸۷۰)،
- آلکساندر تامانیان (۱۹۳۶–۱۸۷۸)، معمار نئوکلاسیک
- توروس تورامانیان (۱۹۳۴-۱۸۶۴)،
- ادوارد ایسابکیان (۲۰۰۷-۱۹۱۴)،
- سارگیس مورادیان (۲۰۰۷-۱۹۲۷)،
- ماردیروس ساریان (۱۹۷۲–۱۸۸۰)، نقاش و همسرش لوسیک ساریان (۱۹۷۴-۱۸۹۳)
- جیم توروسیان (۲۰۱۴-۱۹۲۶)،

### دانشمندان
- یرواند لالایان (۱۹۳۱-۱۸۶۴)،
- آراکل باباخانیان (تاریخ‌نگار) (۱۹۳۲-۱۸۶۰)،
- تسولاک خانزادیان (۱۹۳۵-۱۸۸۶)،
- هاکوب ماناندیان (۱۹۵۲-۱۸۷۳)،
- تیگران موشغیان (۱۹۸۶-۱۹۳۵)،
- ساهاک لیسیتسیان (۱۹۳۴-۱۸۶۴)،

### سیاستمداران
- گریگور آرزومانیان (۱۹۷۶-۱۹۱۹)،
- کارن دمیرچیان (۱۹۹۹–۱۹۳۲)، سیاستمدار
- آندرانیک مارگاریان (۲۰۰۷-۱۹۵۱)،

### ورزشکاران
- یوری واردانیان (۲۰۱۸-۱۹۵۶)،

## نگارخانه

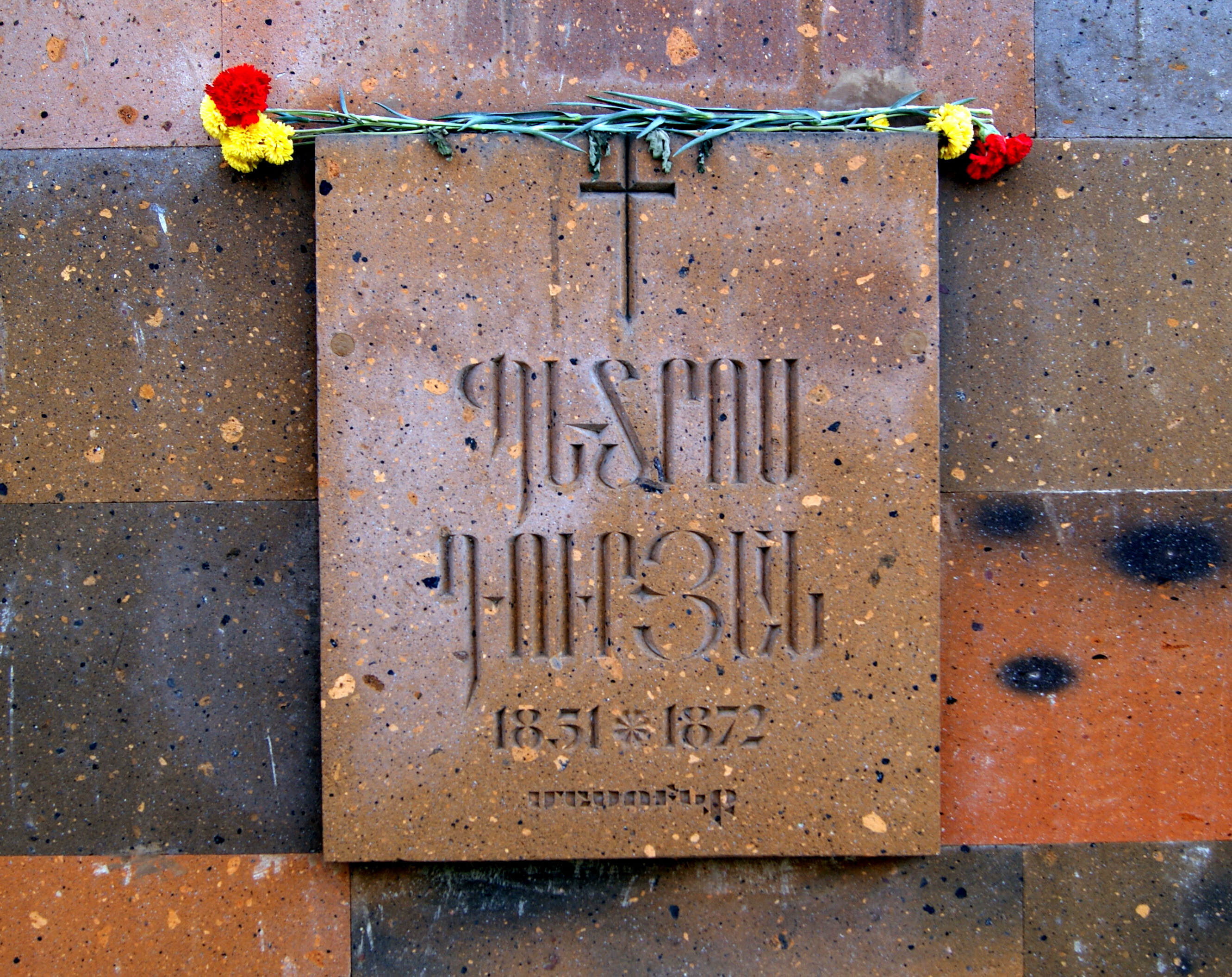
Պետրոս Դուրյան
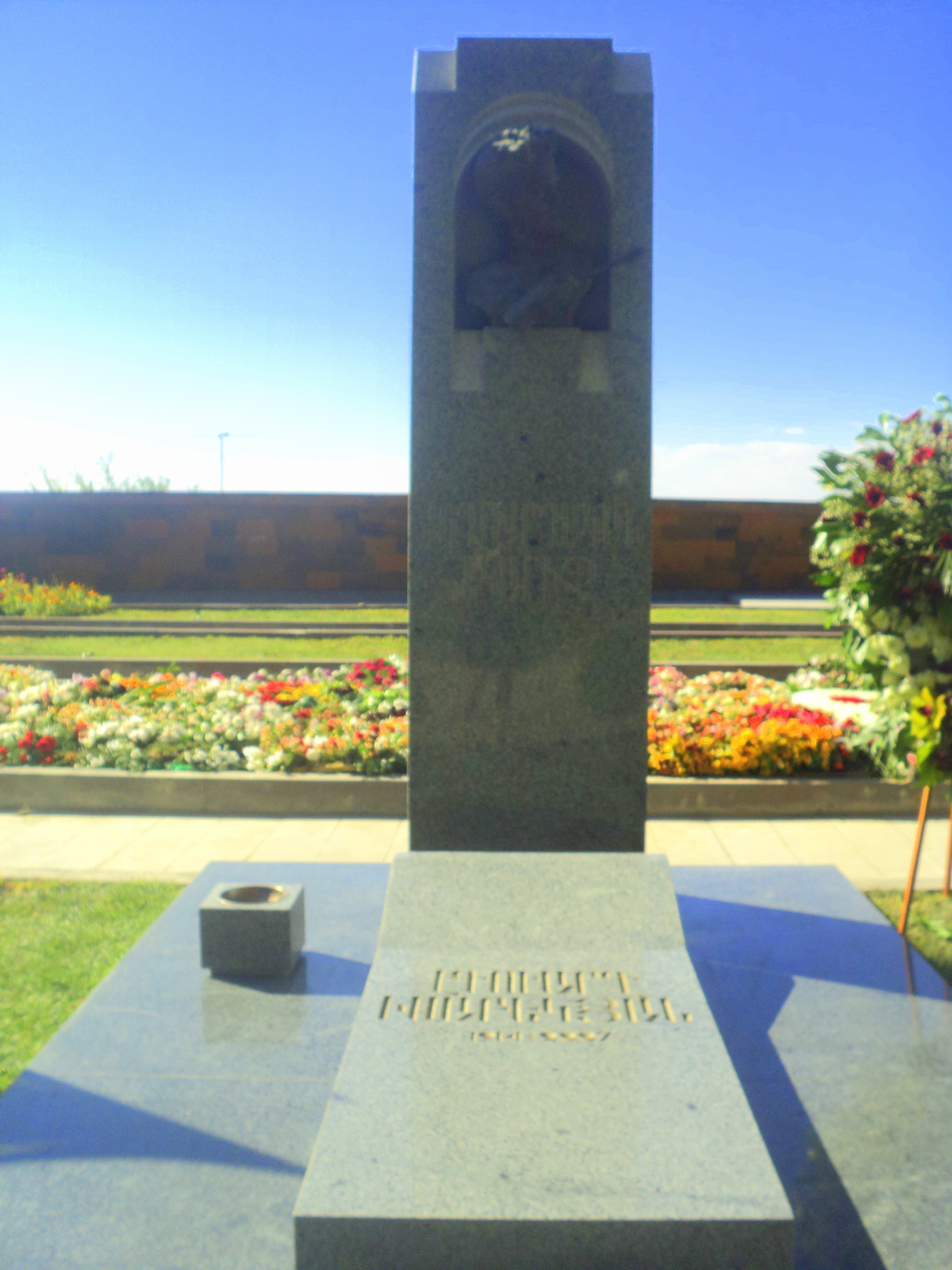
Էդուարդ Իսաբեկյան
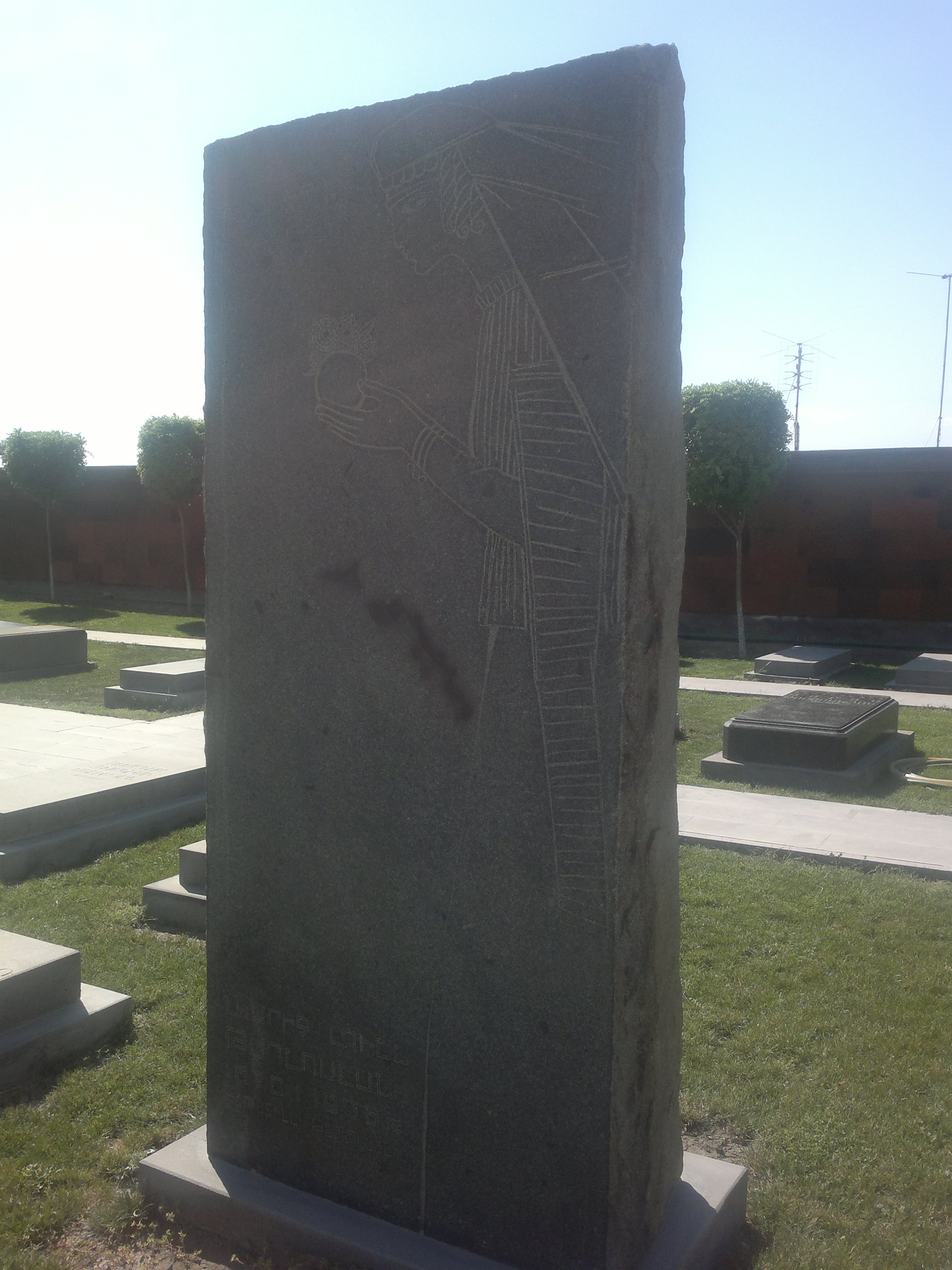
Եղիշե Թադևոսյան
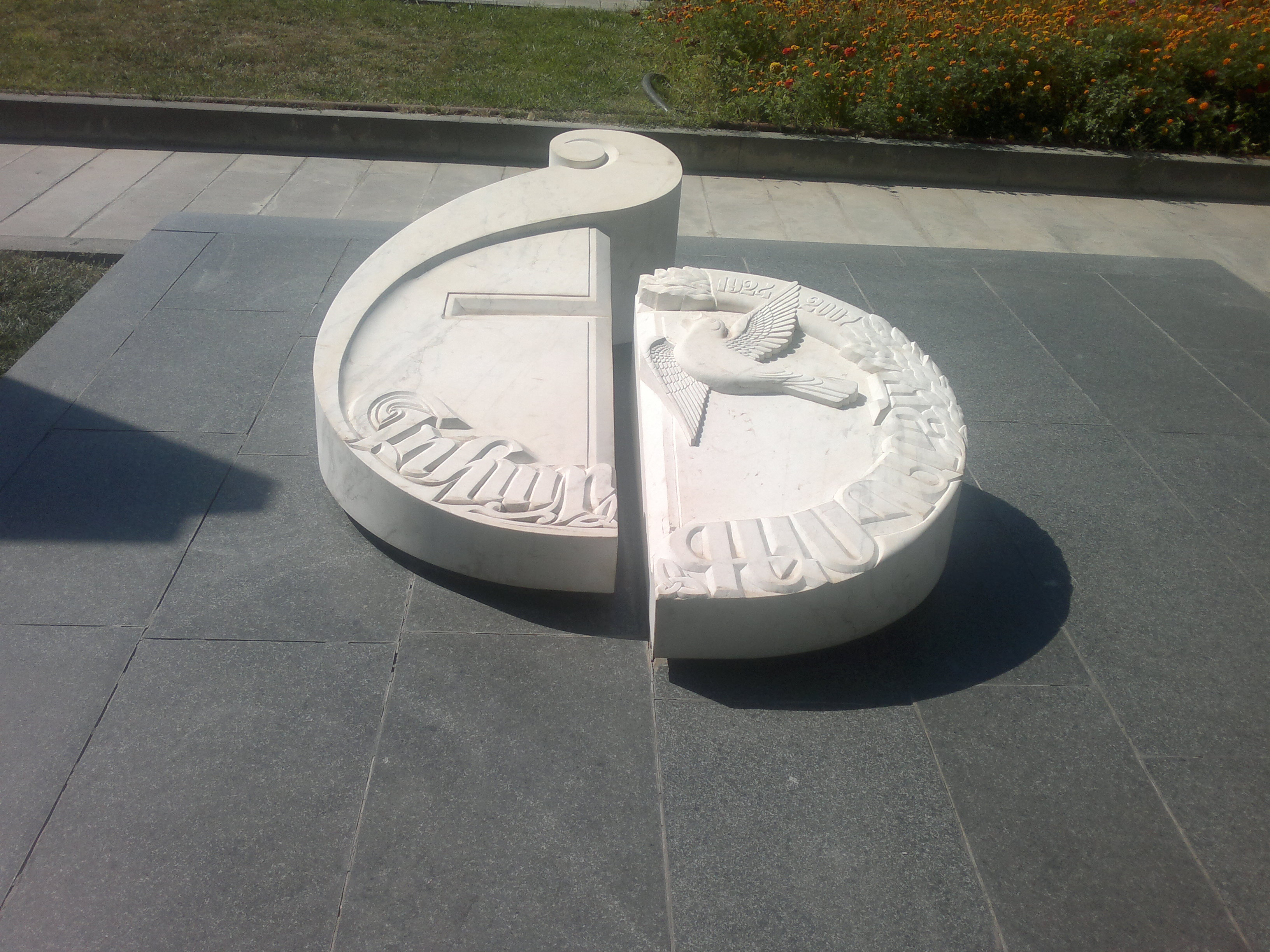
Գոհար Գասպարյան
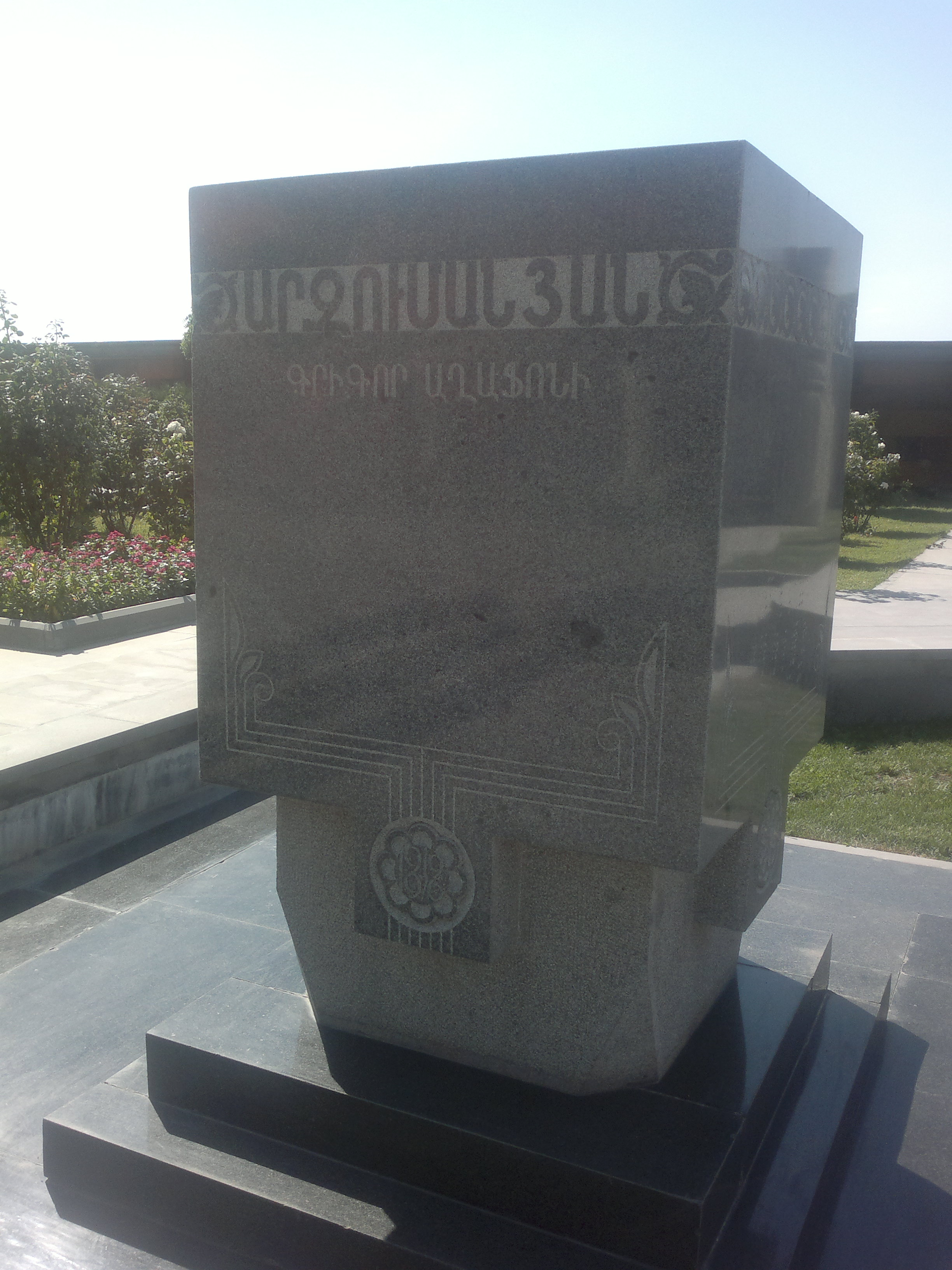
Գրիգոր Արզումանյան
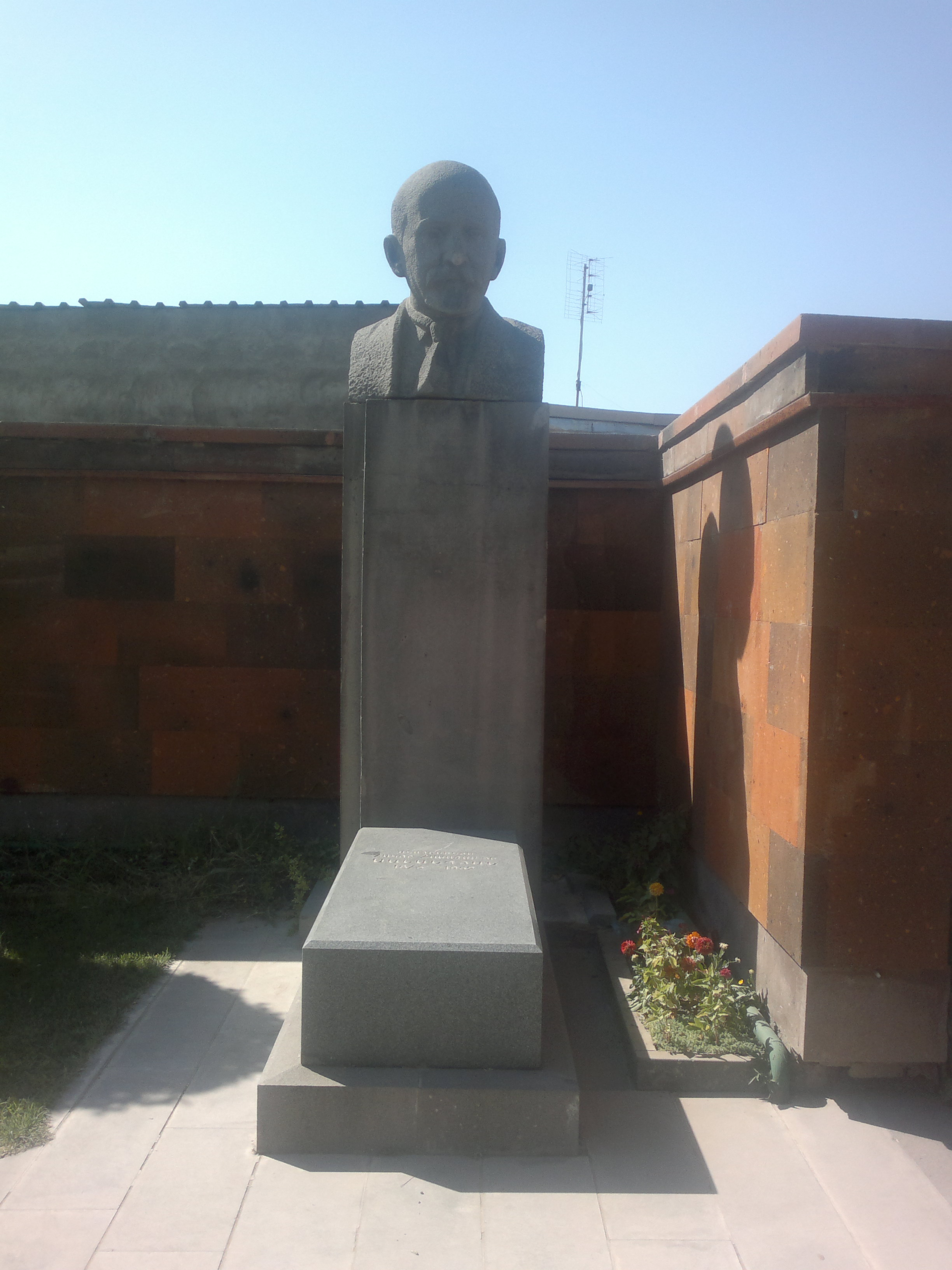
Հակոբ Մանանդյան
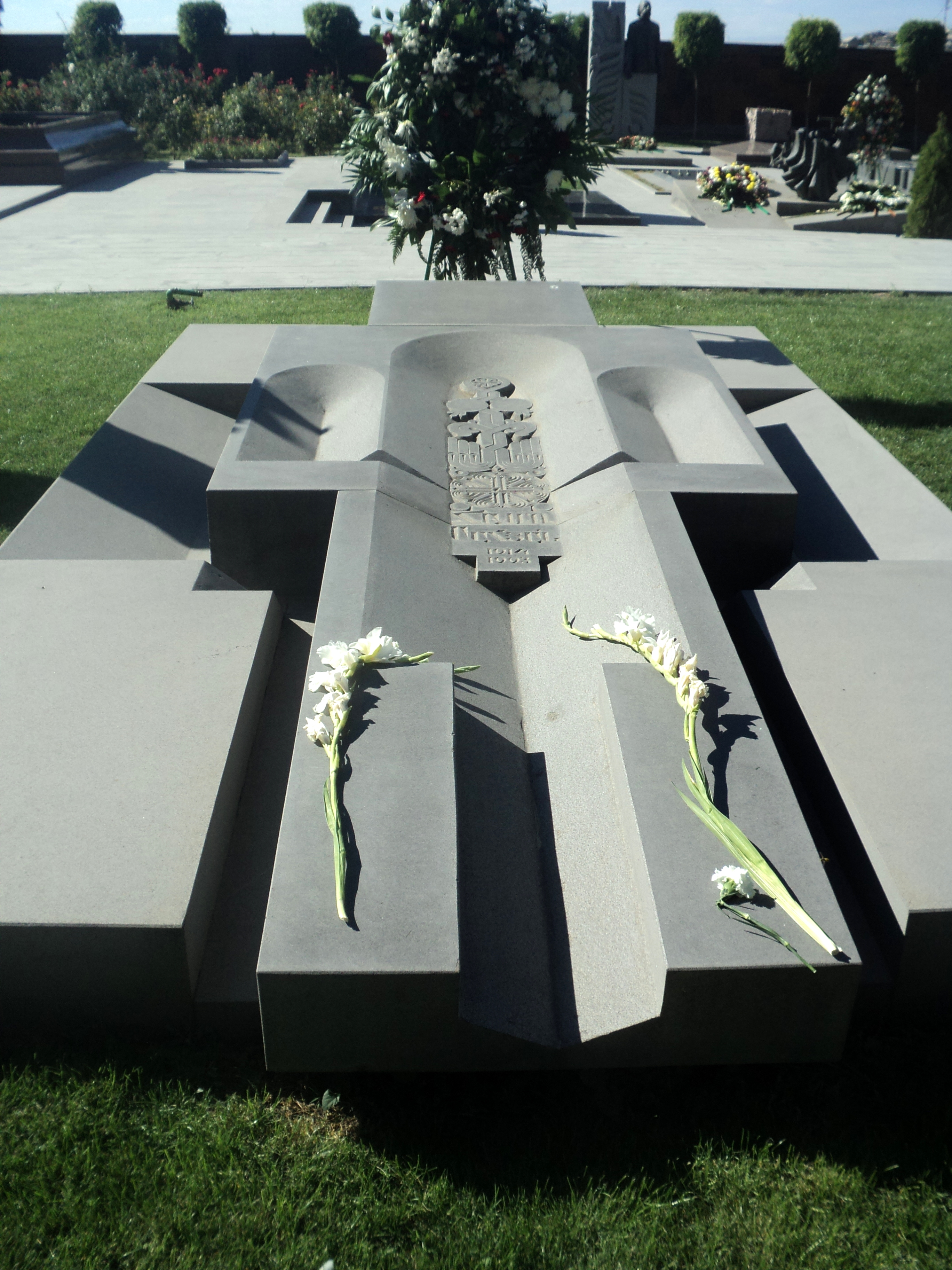
Համո Սահյան
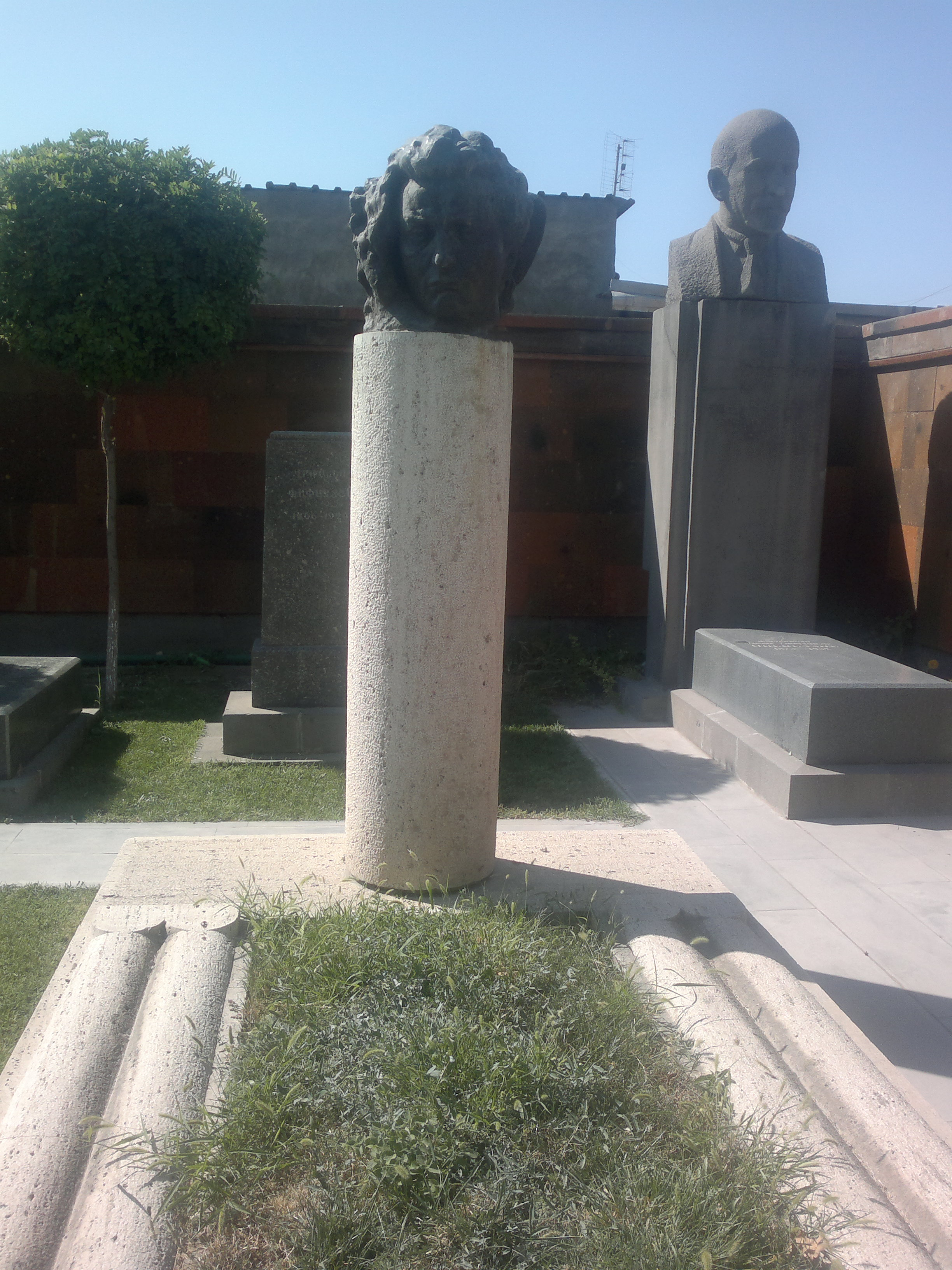
Հովհաննես Շիրազ
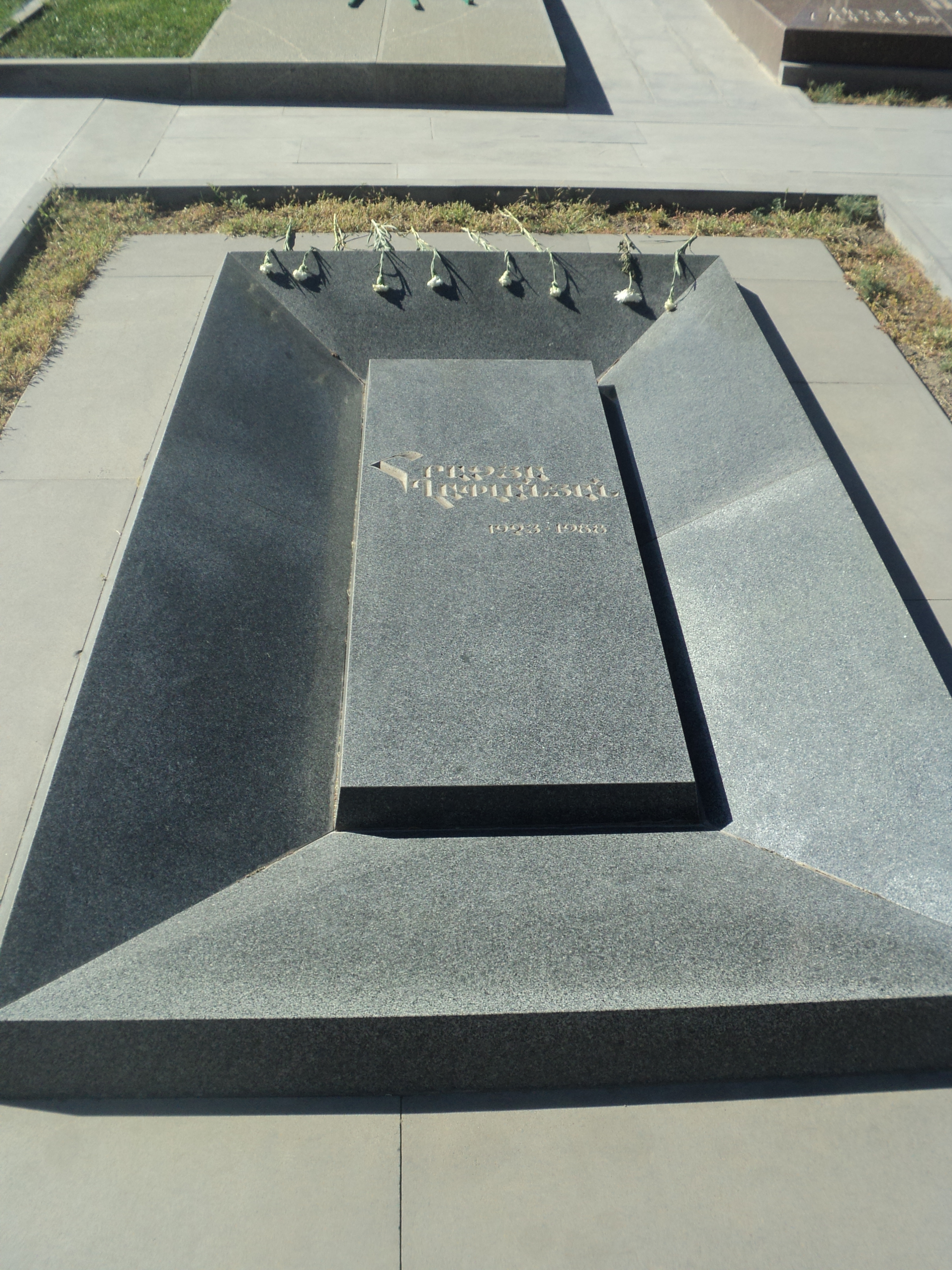
Հրաչյա Ղափլանյան
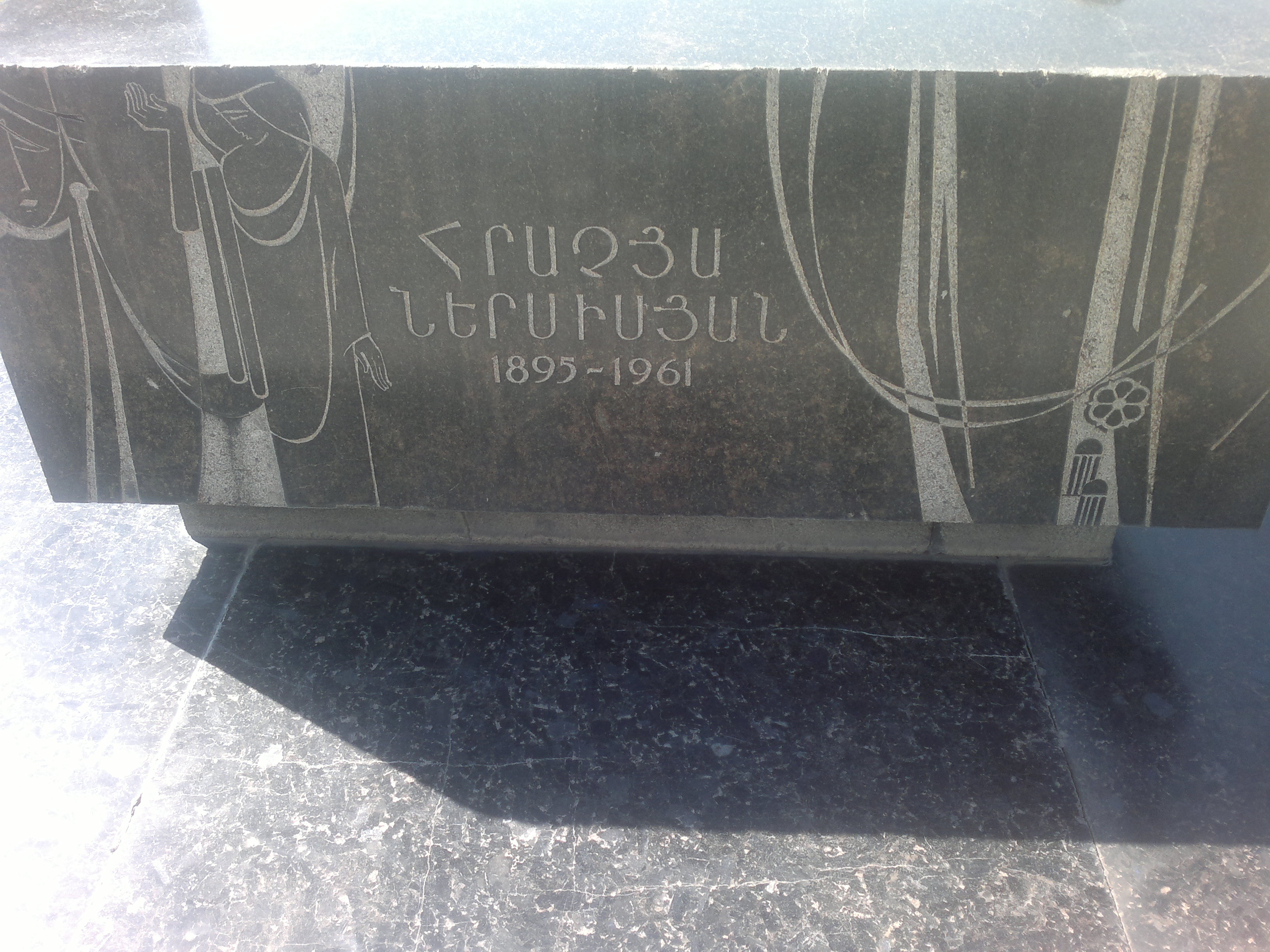
Հրաչյա Ներսիսյան
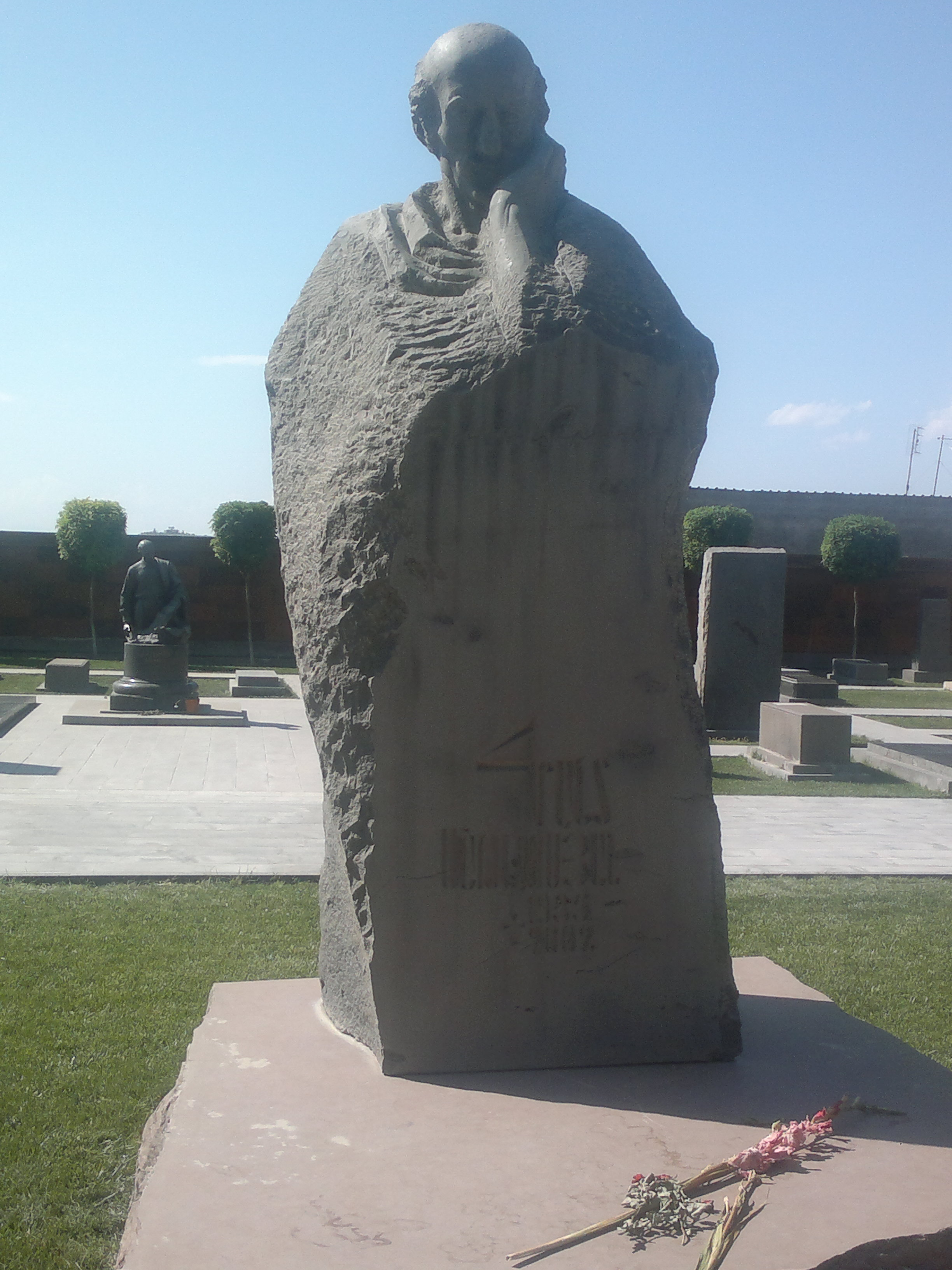
Հրանտ Մաթևոսյան
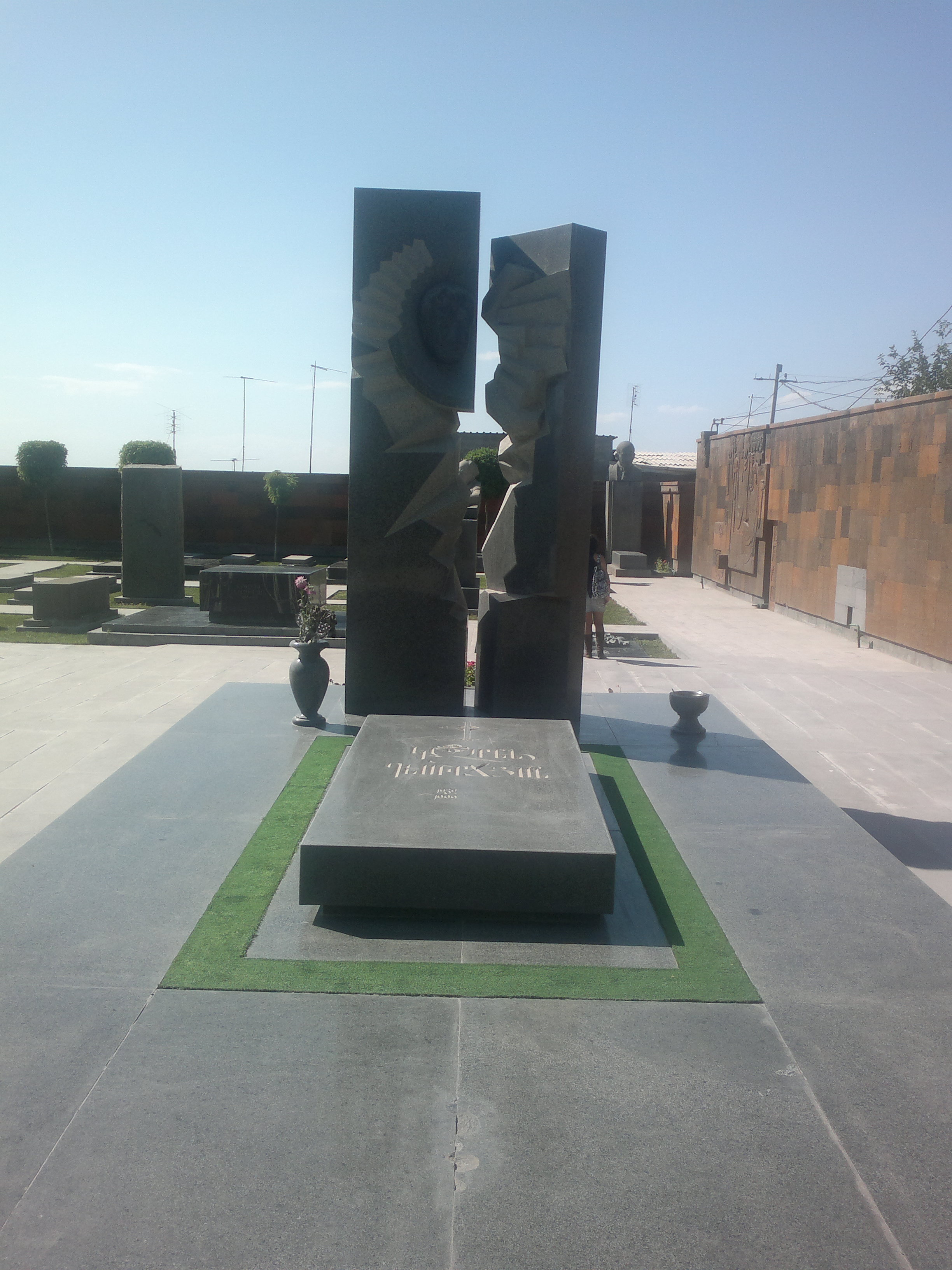
Կարեն Դեմիրճյան
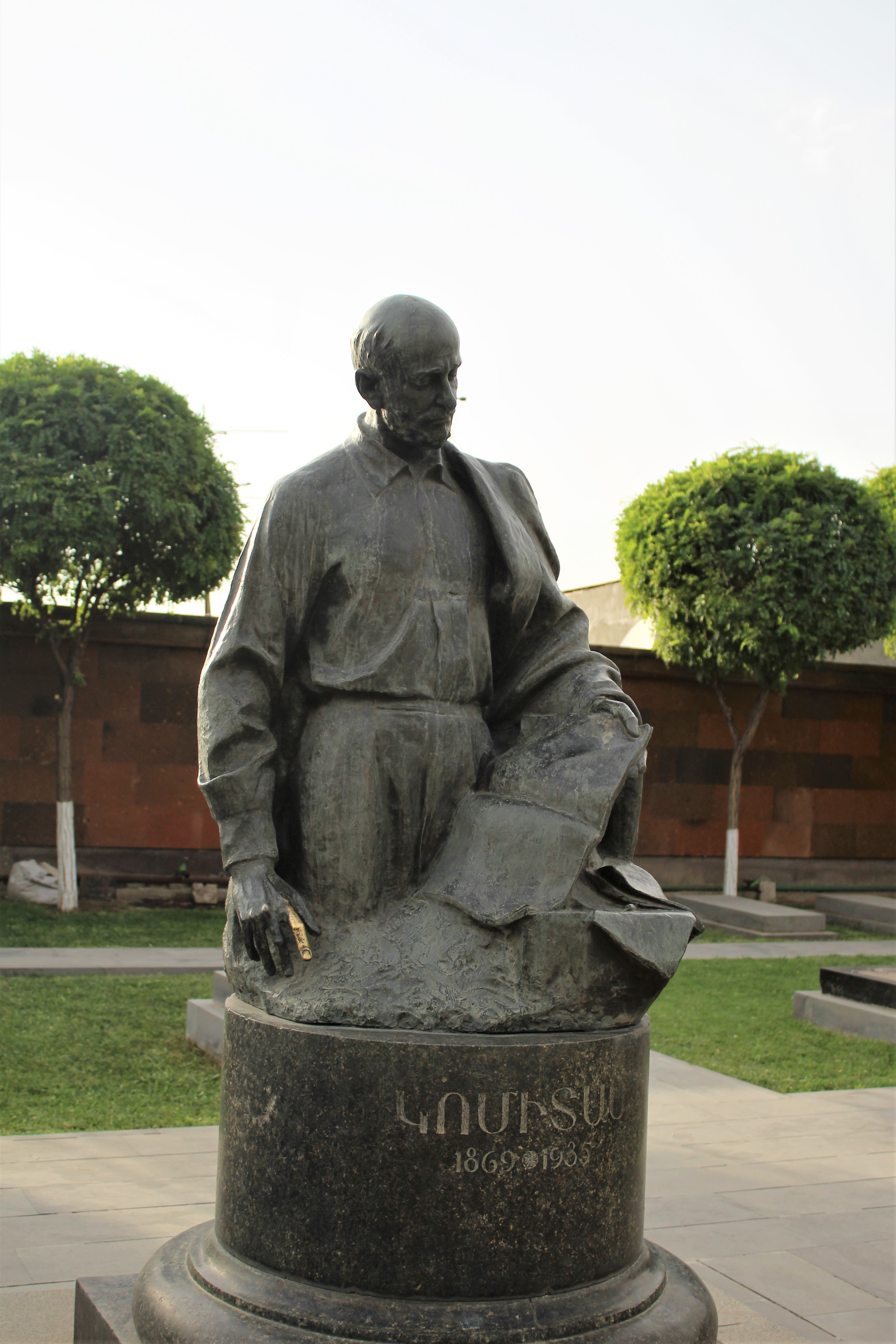
Կոմիտաս
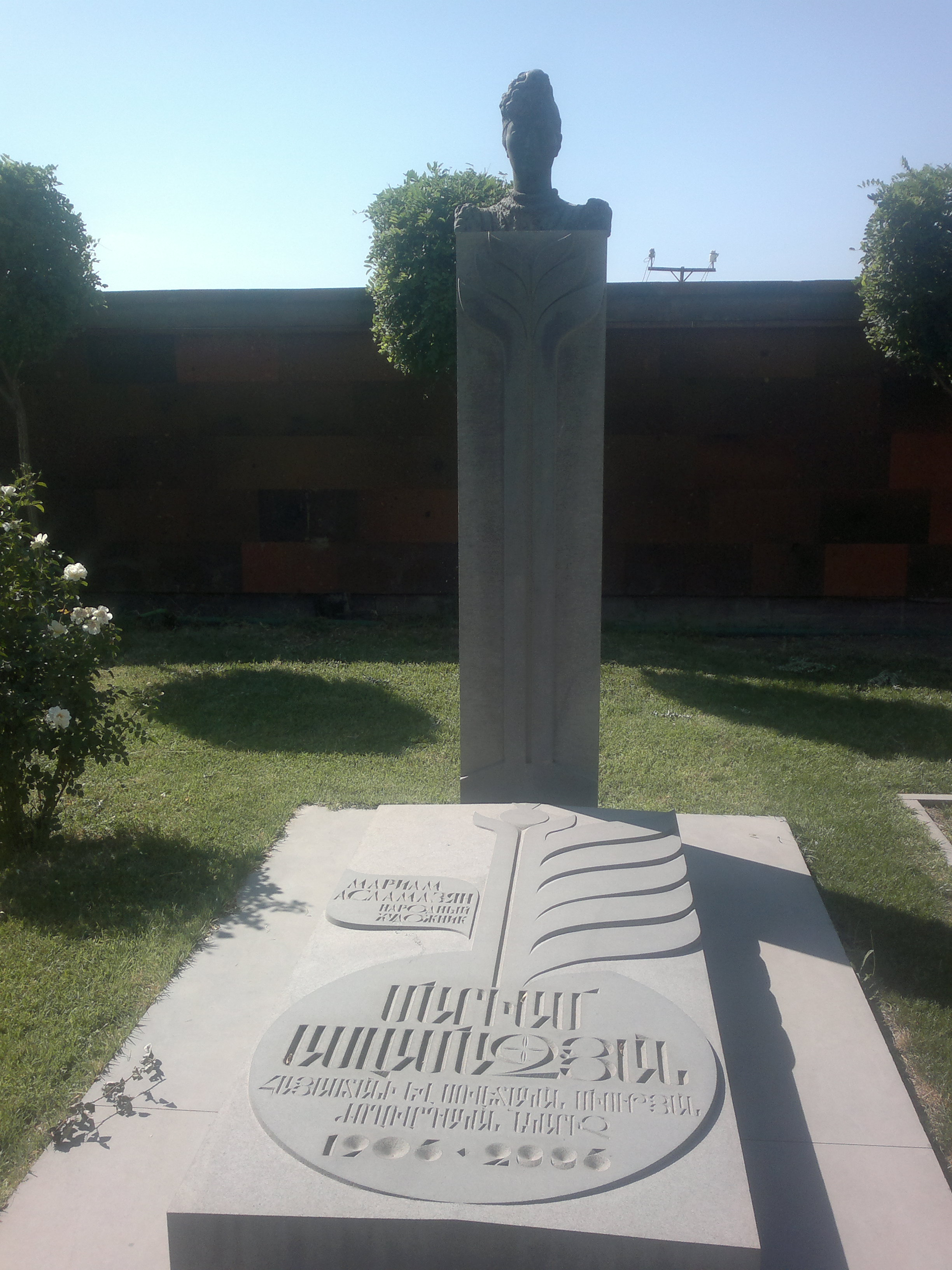
Մարիամ Ասլամազյան
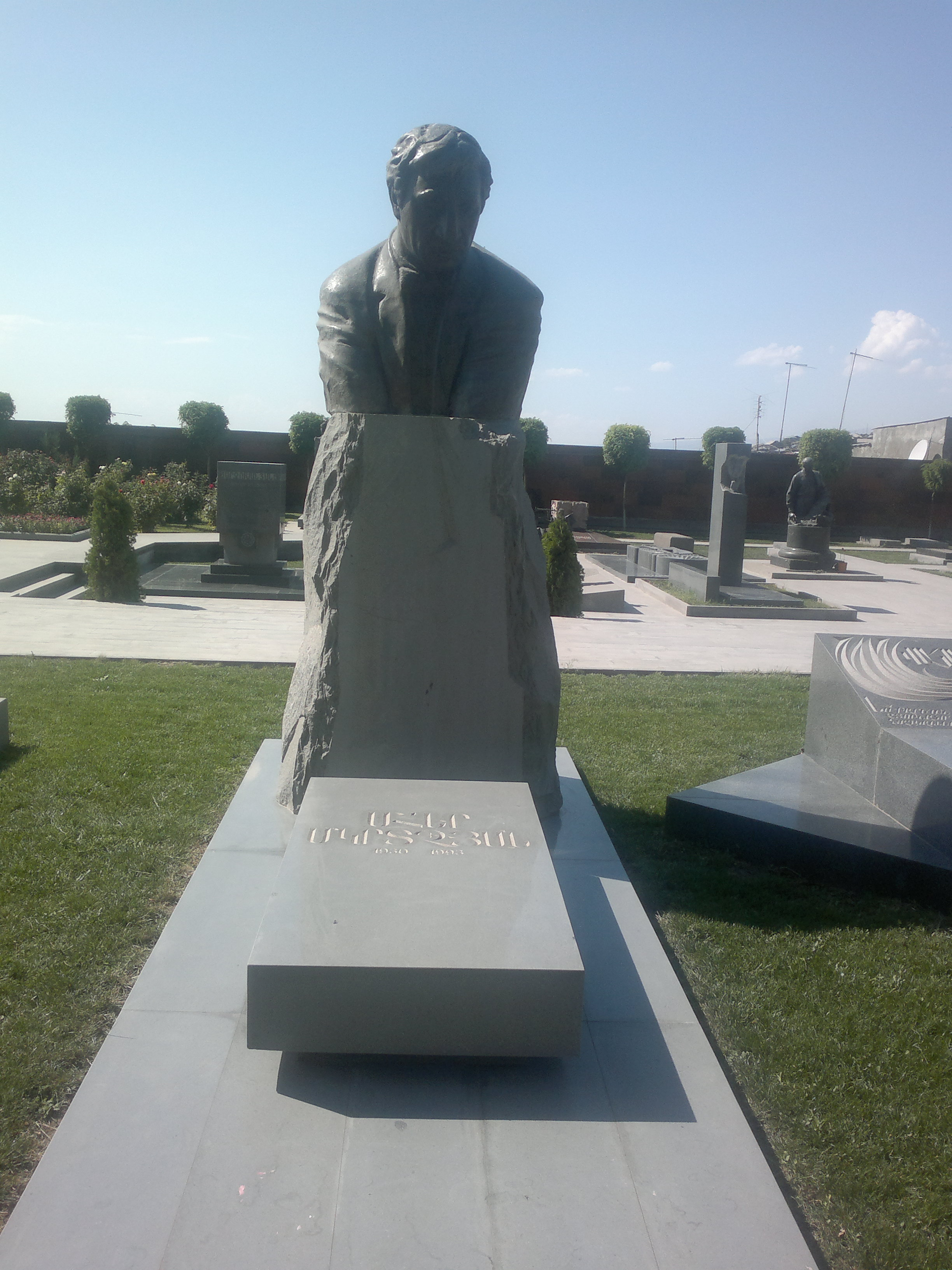
Մհեր Մկրտչյան
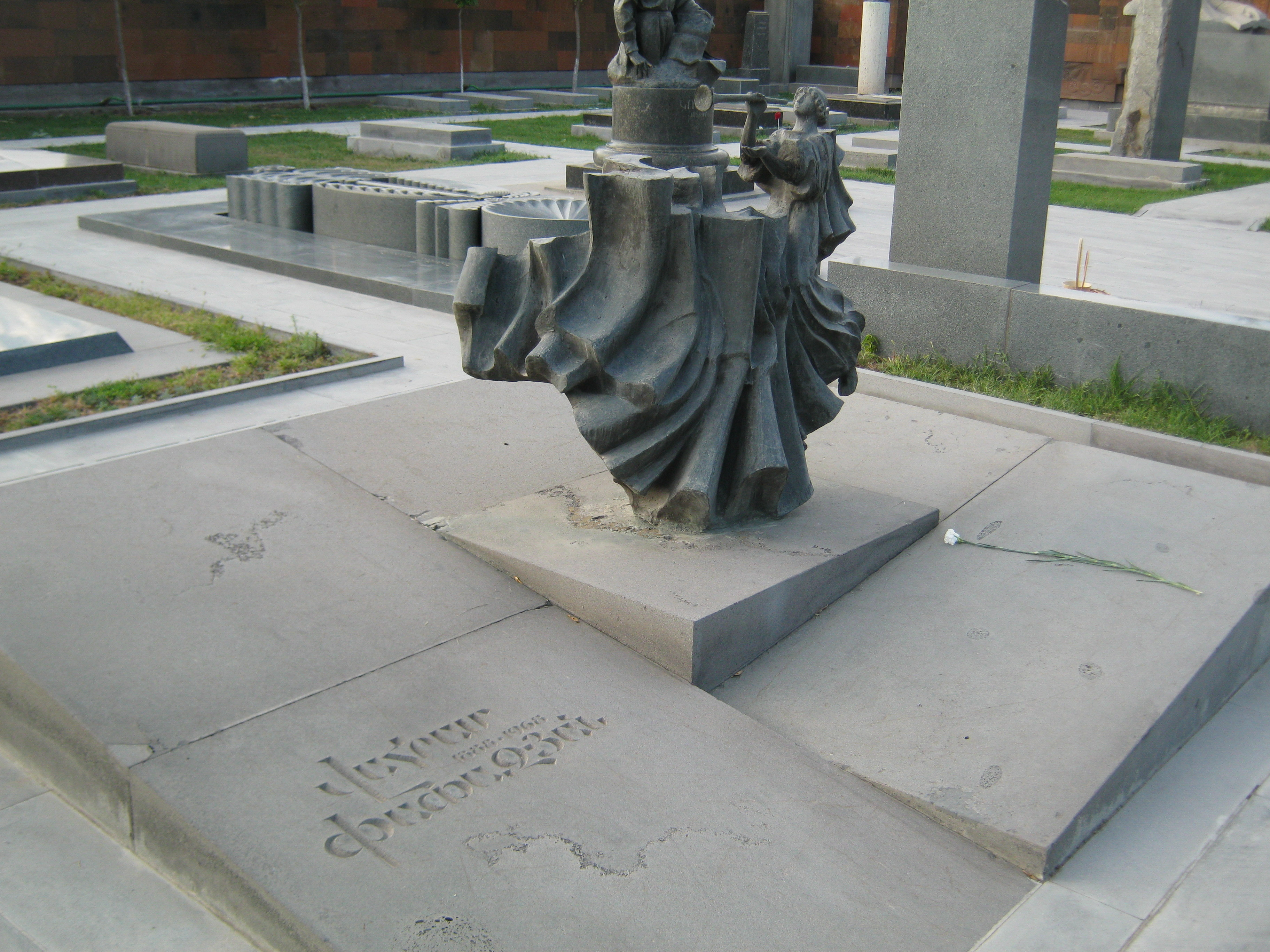
Վահրամ Փափազյան
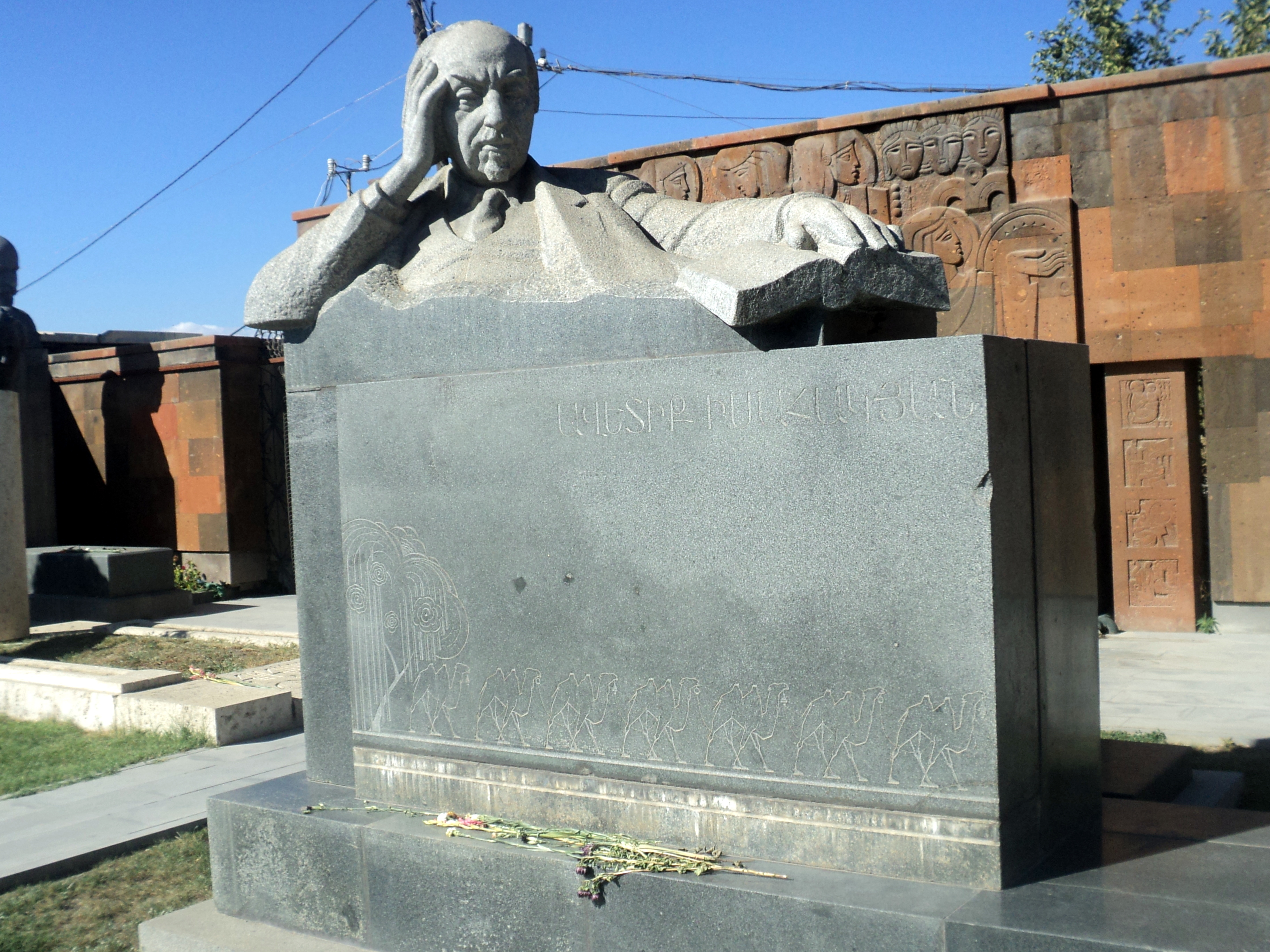
Ավետիք Իսահակյան
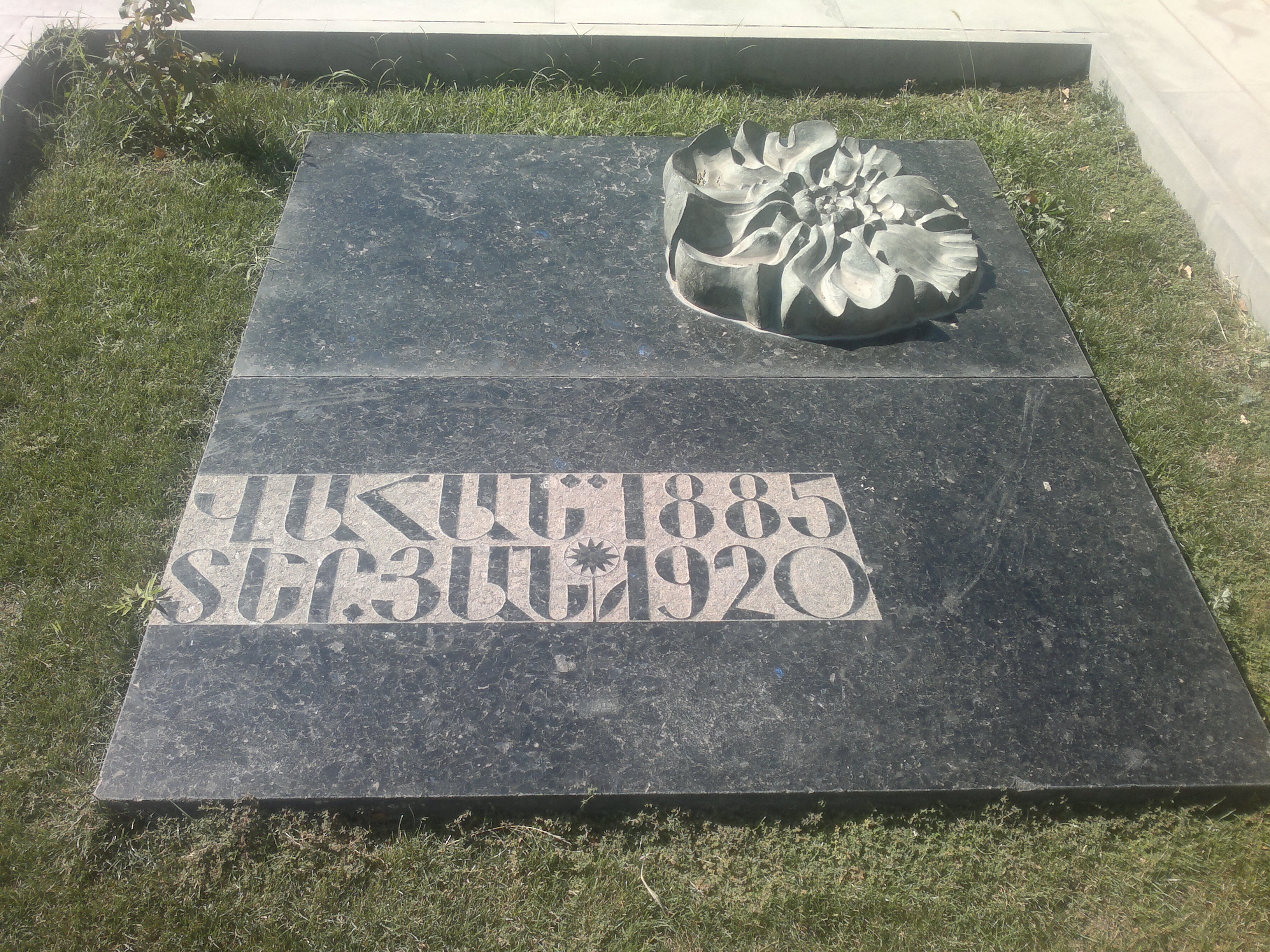
Վահան Տերյան
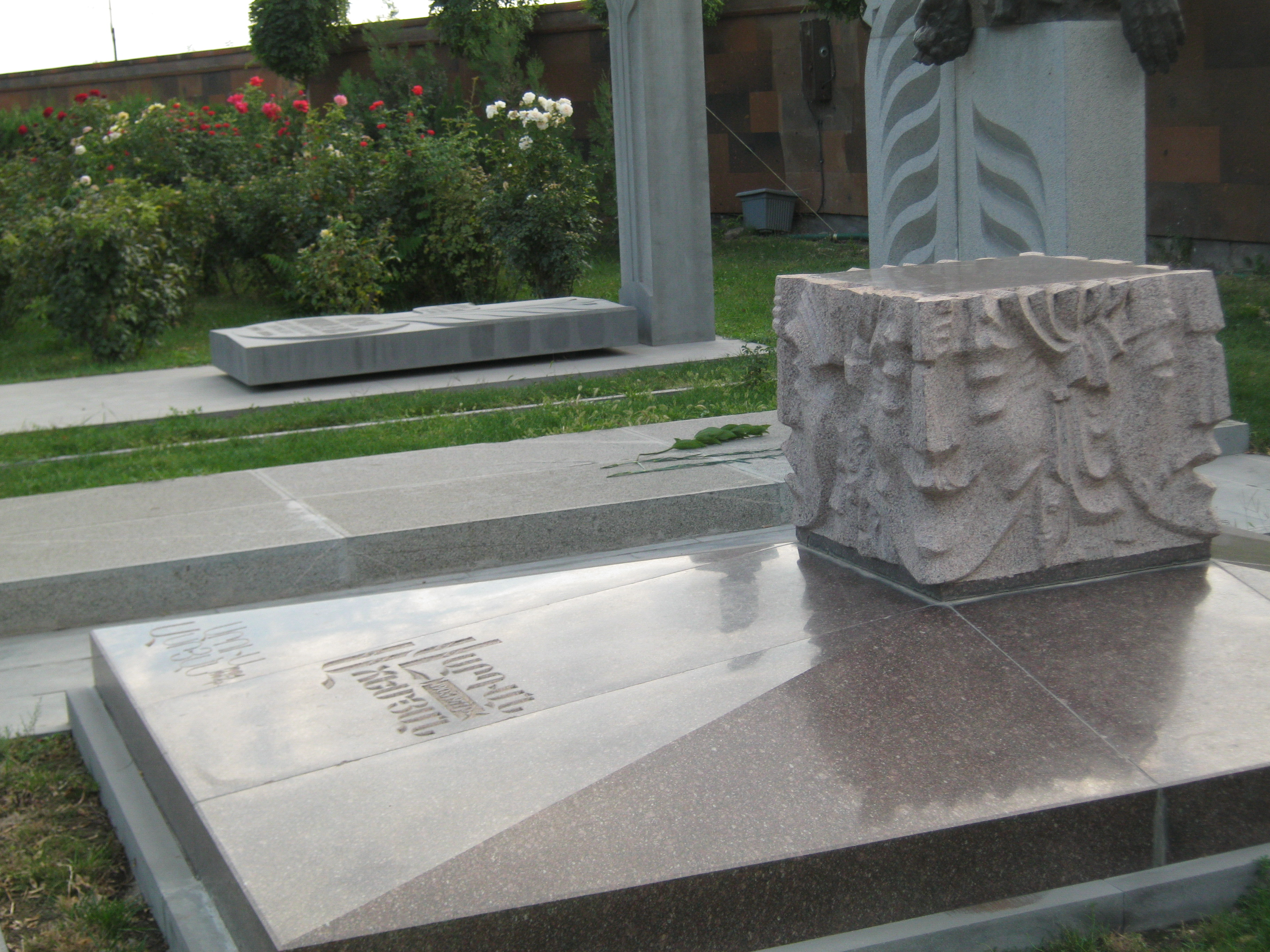
Վարդան Աճեմյան և Արուս Ասրյան
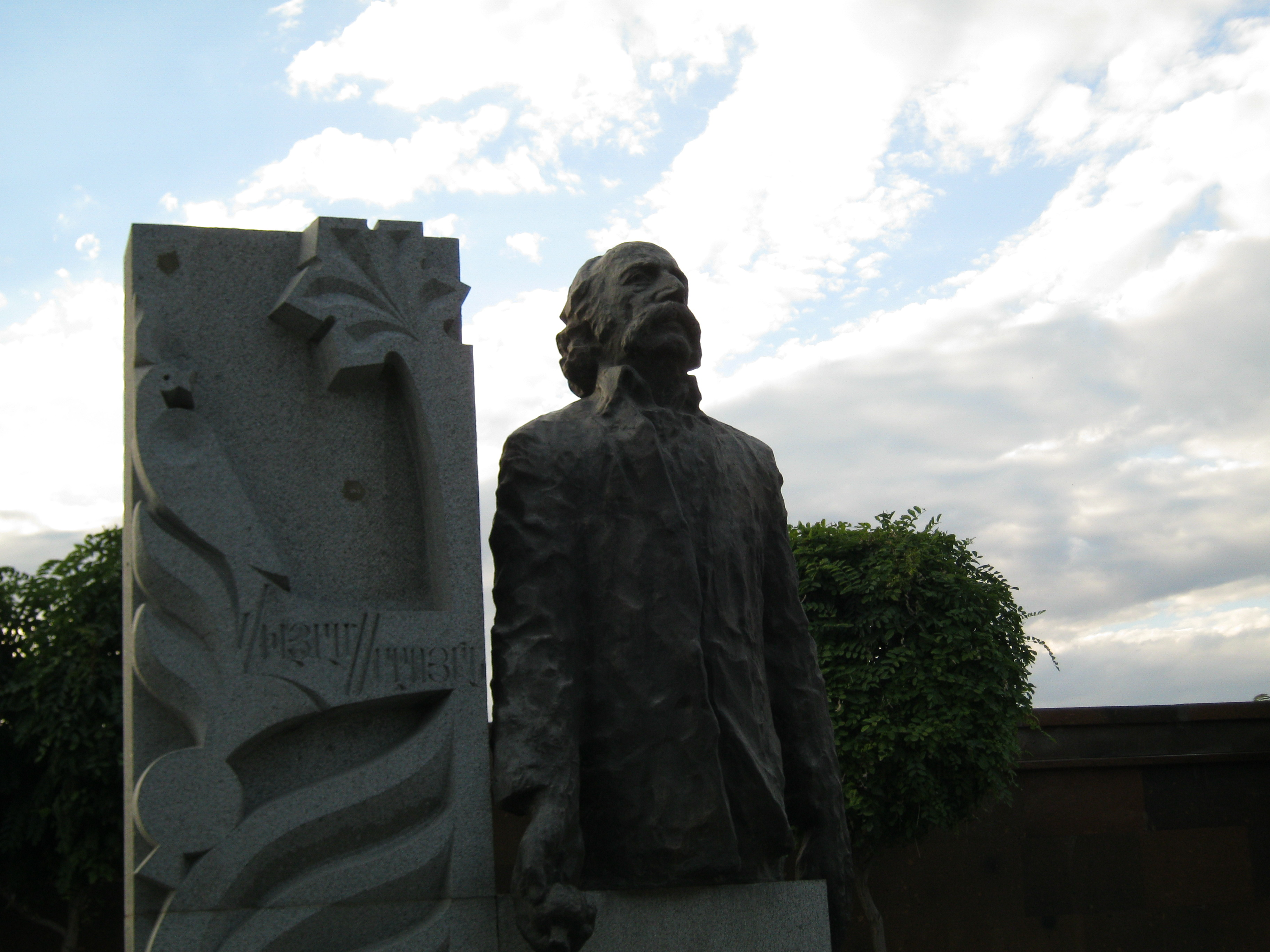
Վիլյամ Սարոյան
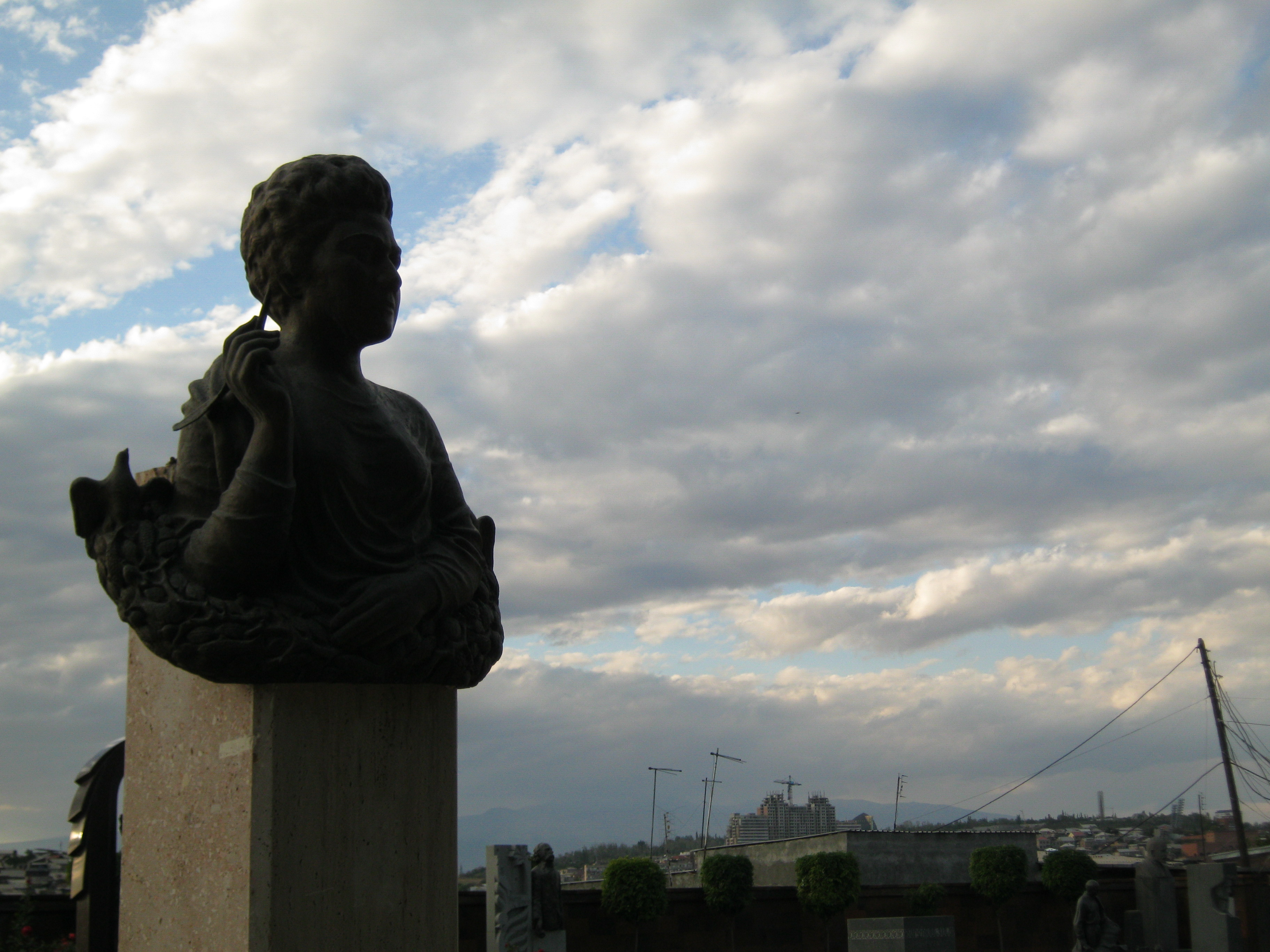
Սիլվա Կապուտիկյան
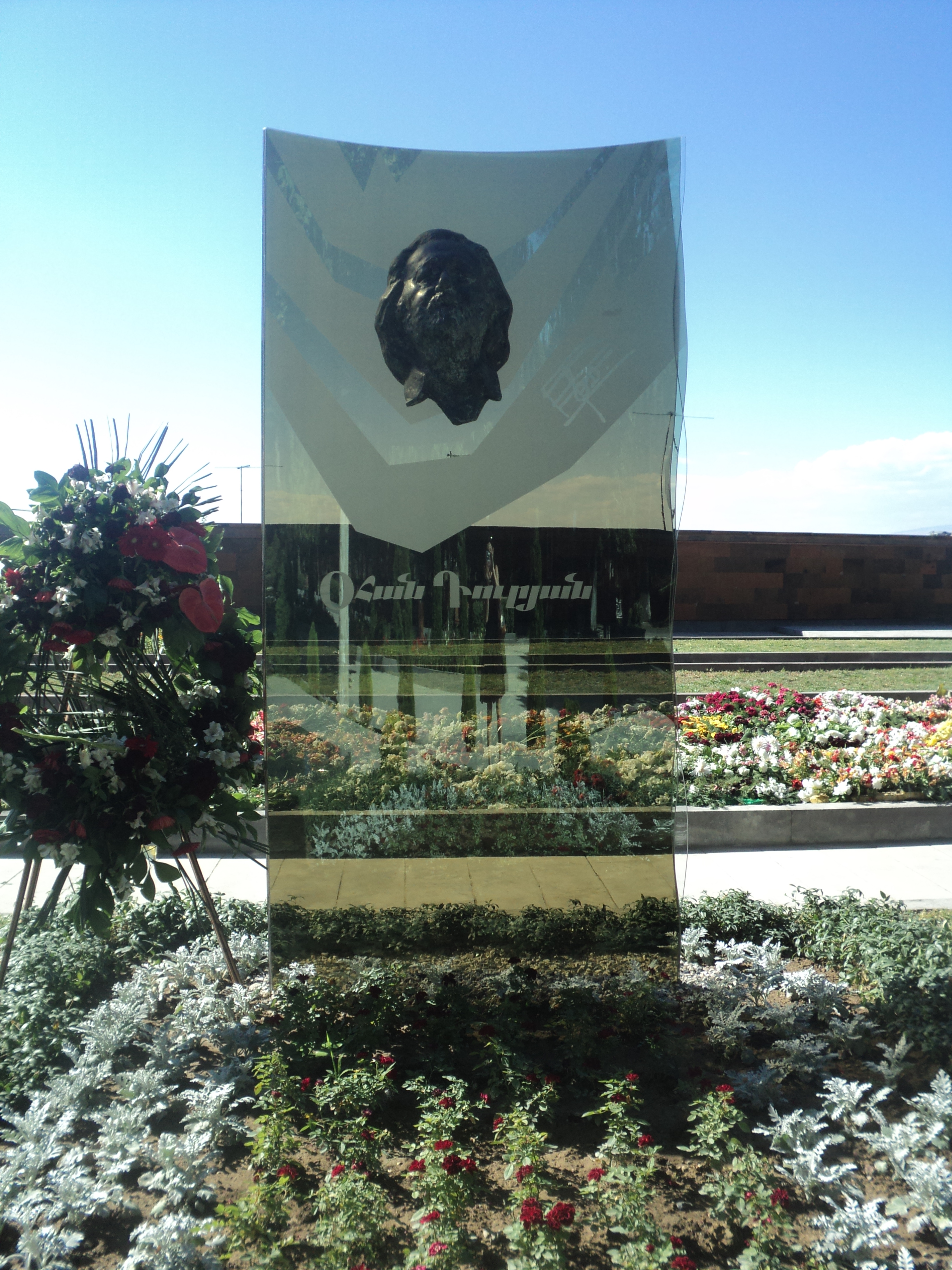
Օհան Դուրյան
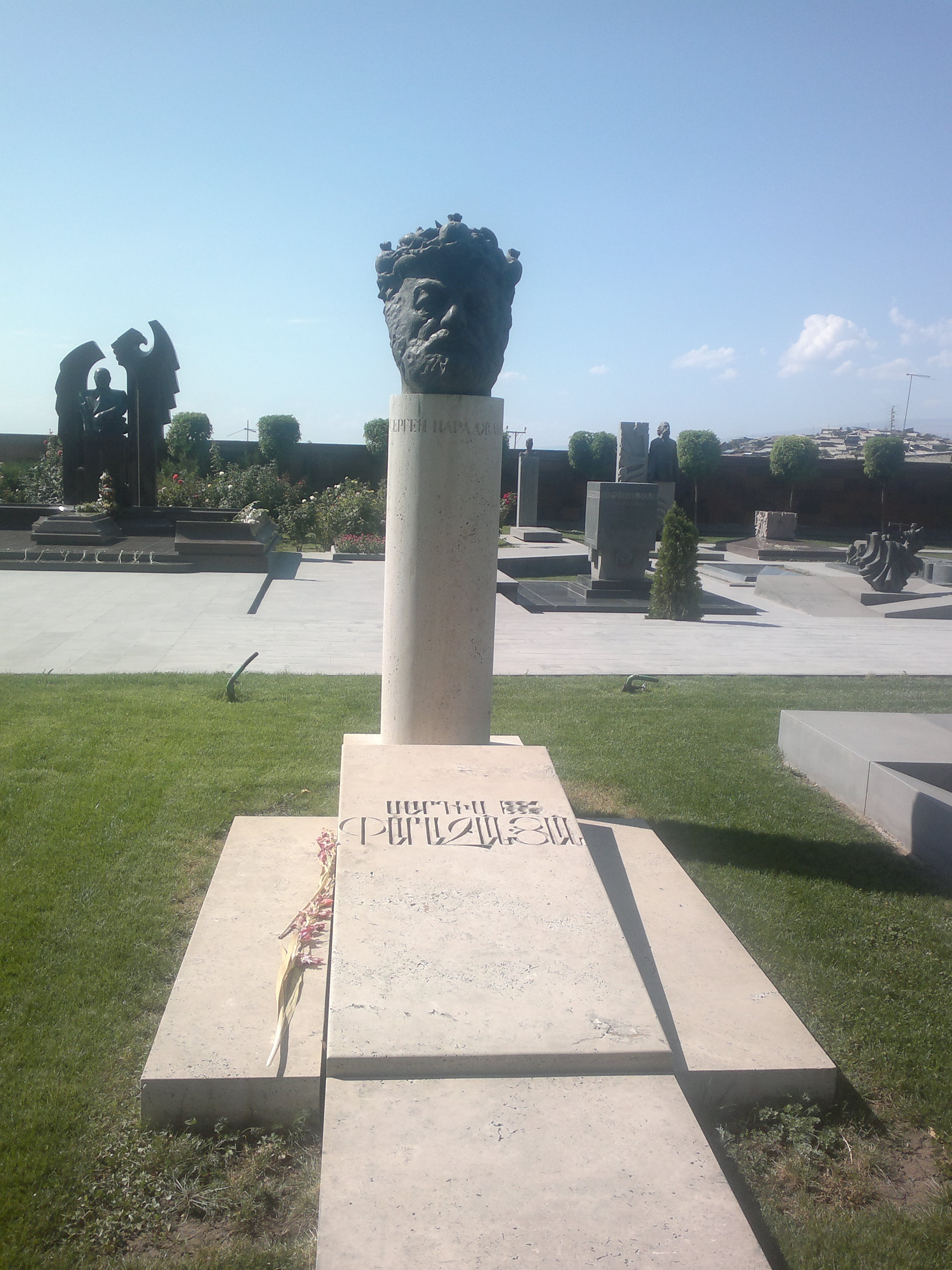
Սերգեյ Փարաջանով
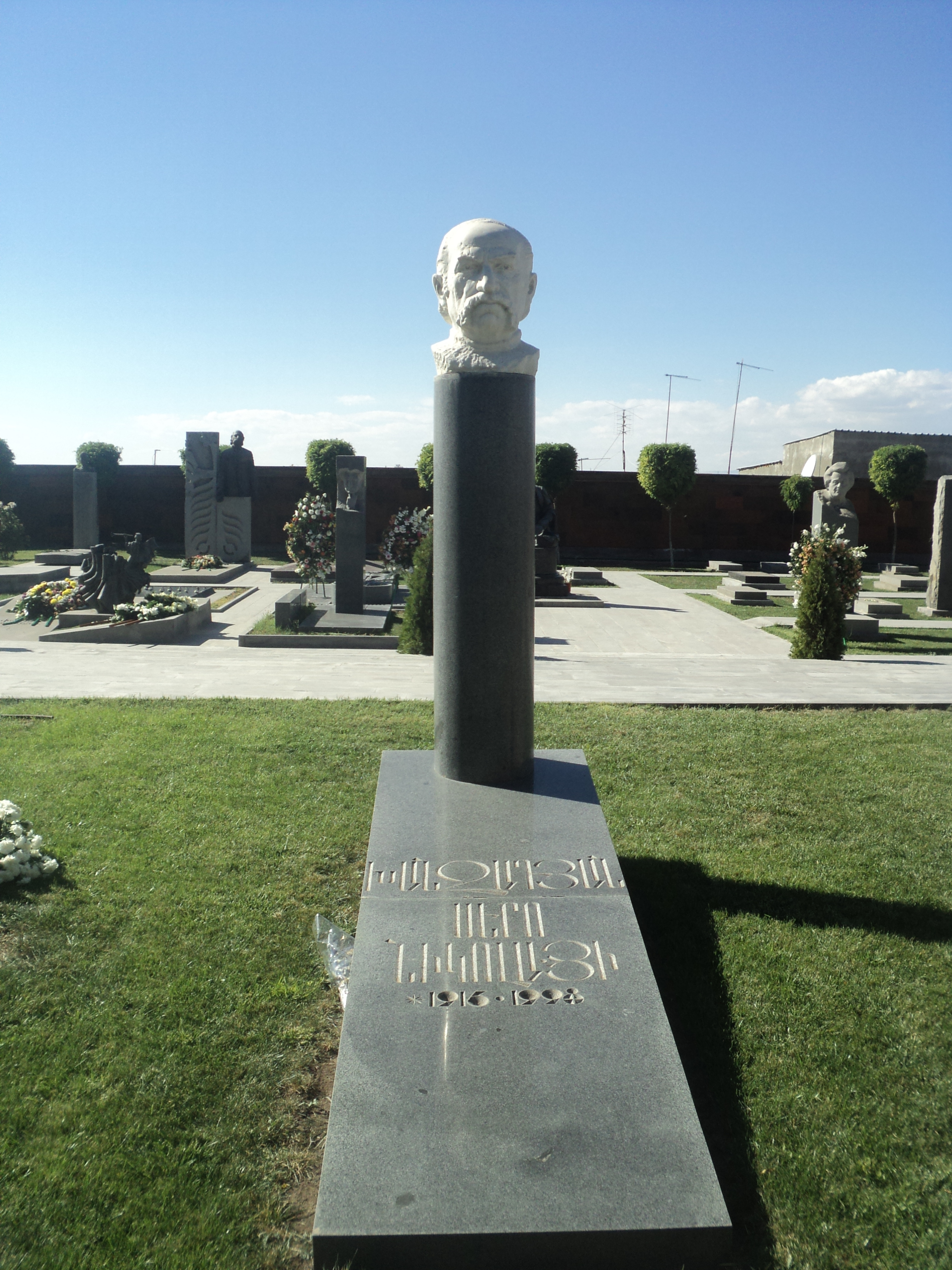
Սերո Խանզադյան
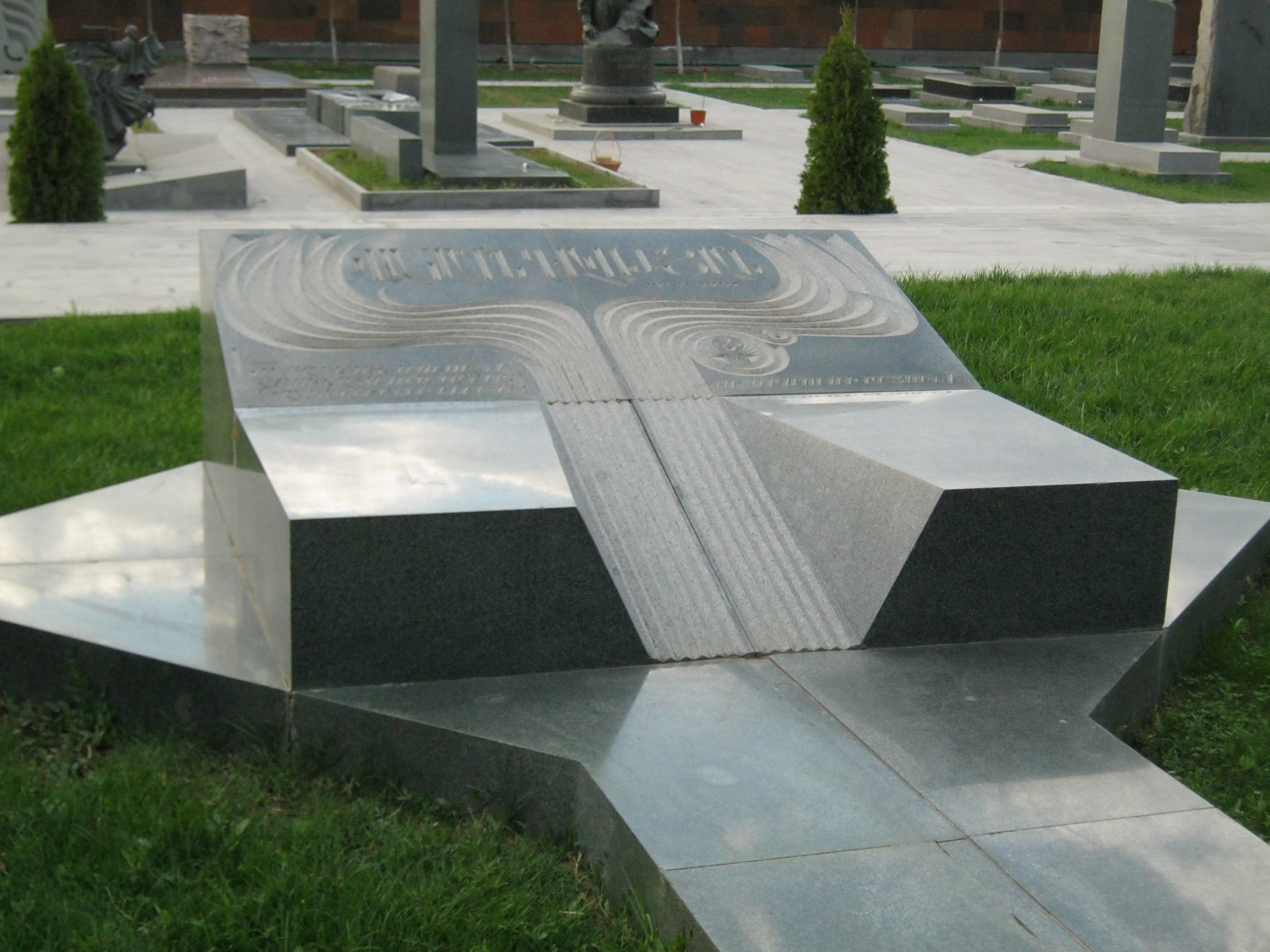
Վահագն Դավթյան
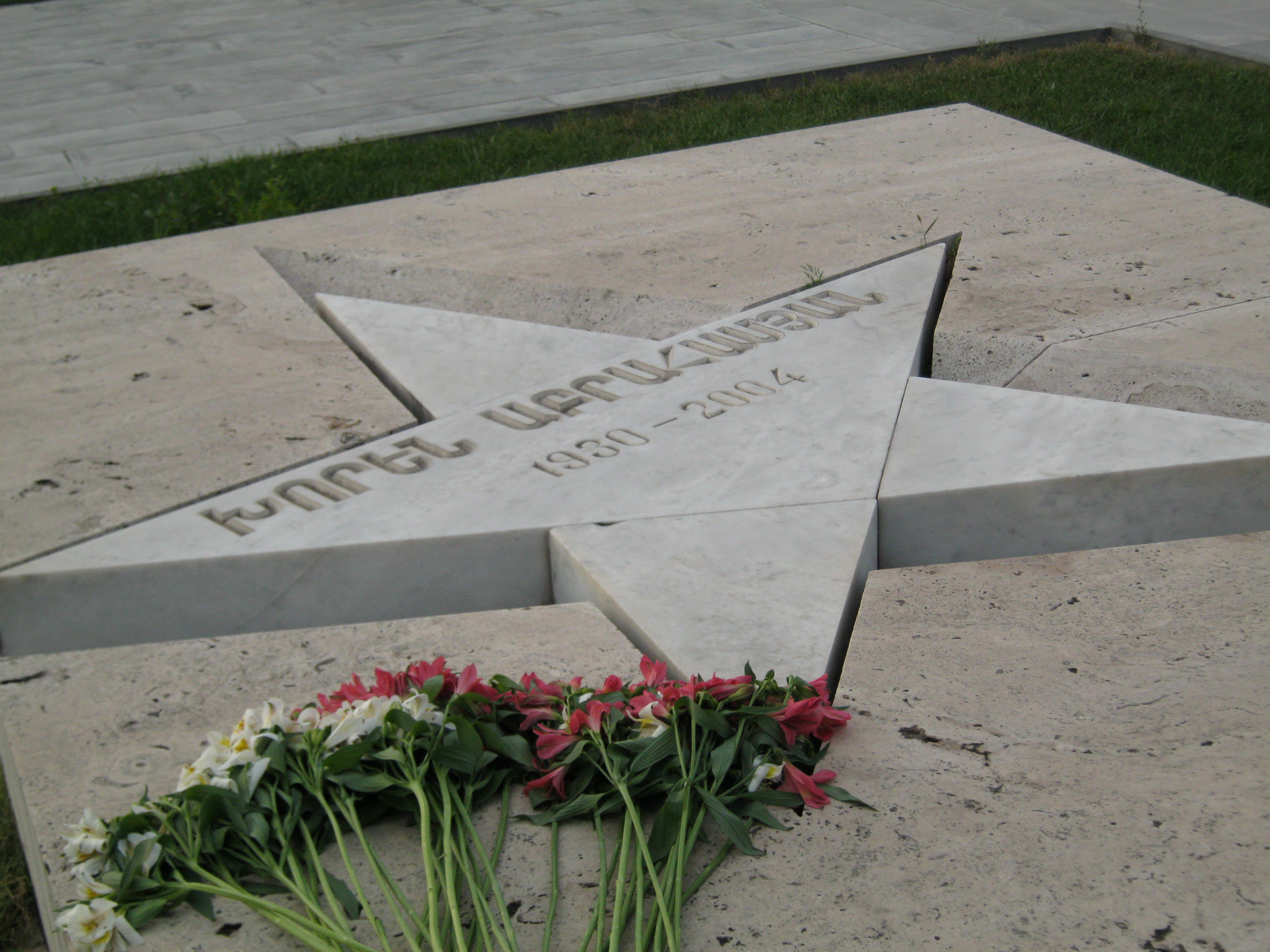
Խորեն Աբրահամյան
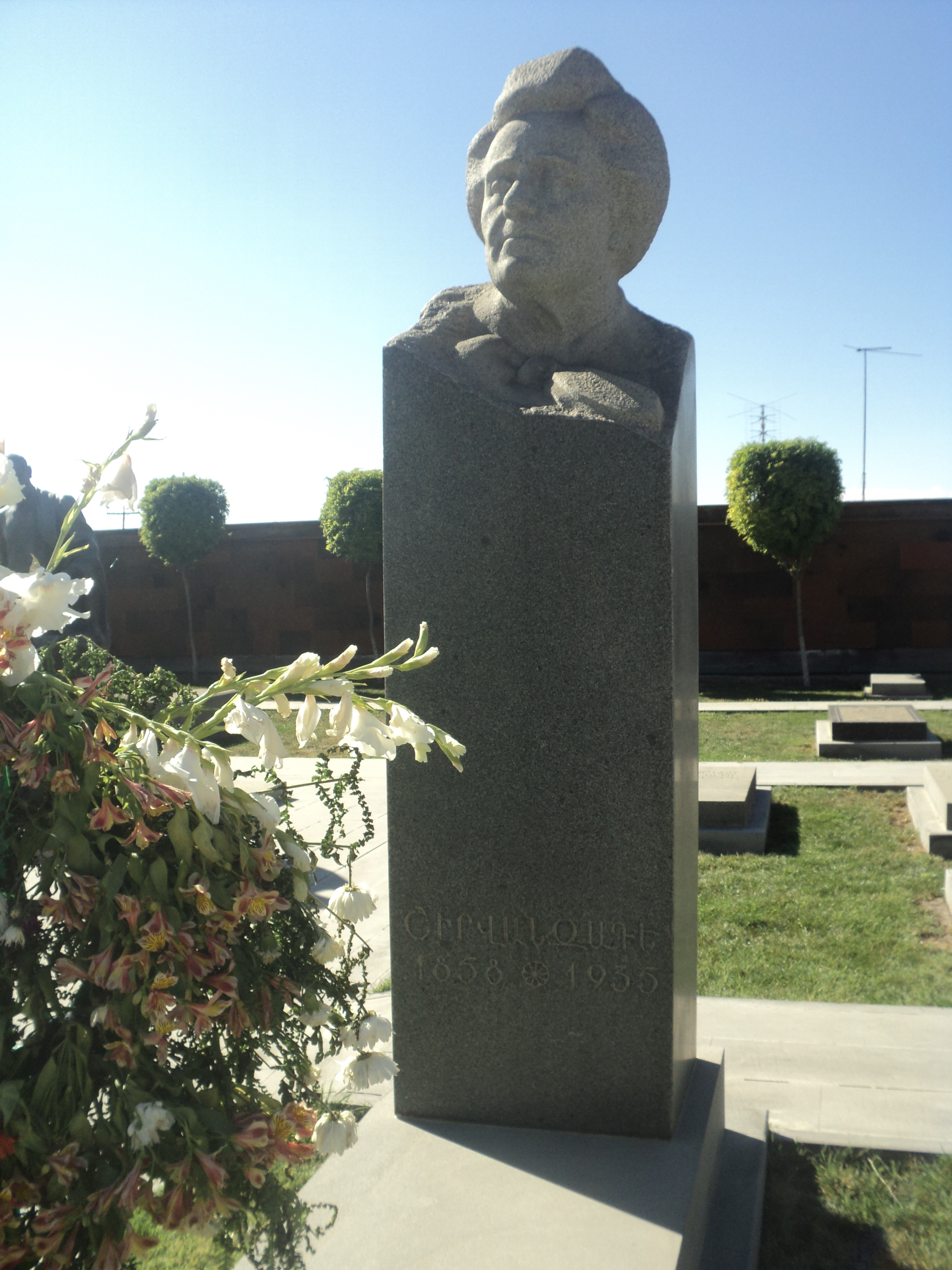
Ալեքսանդր Շիրվանզադե
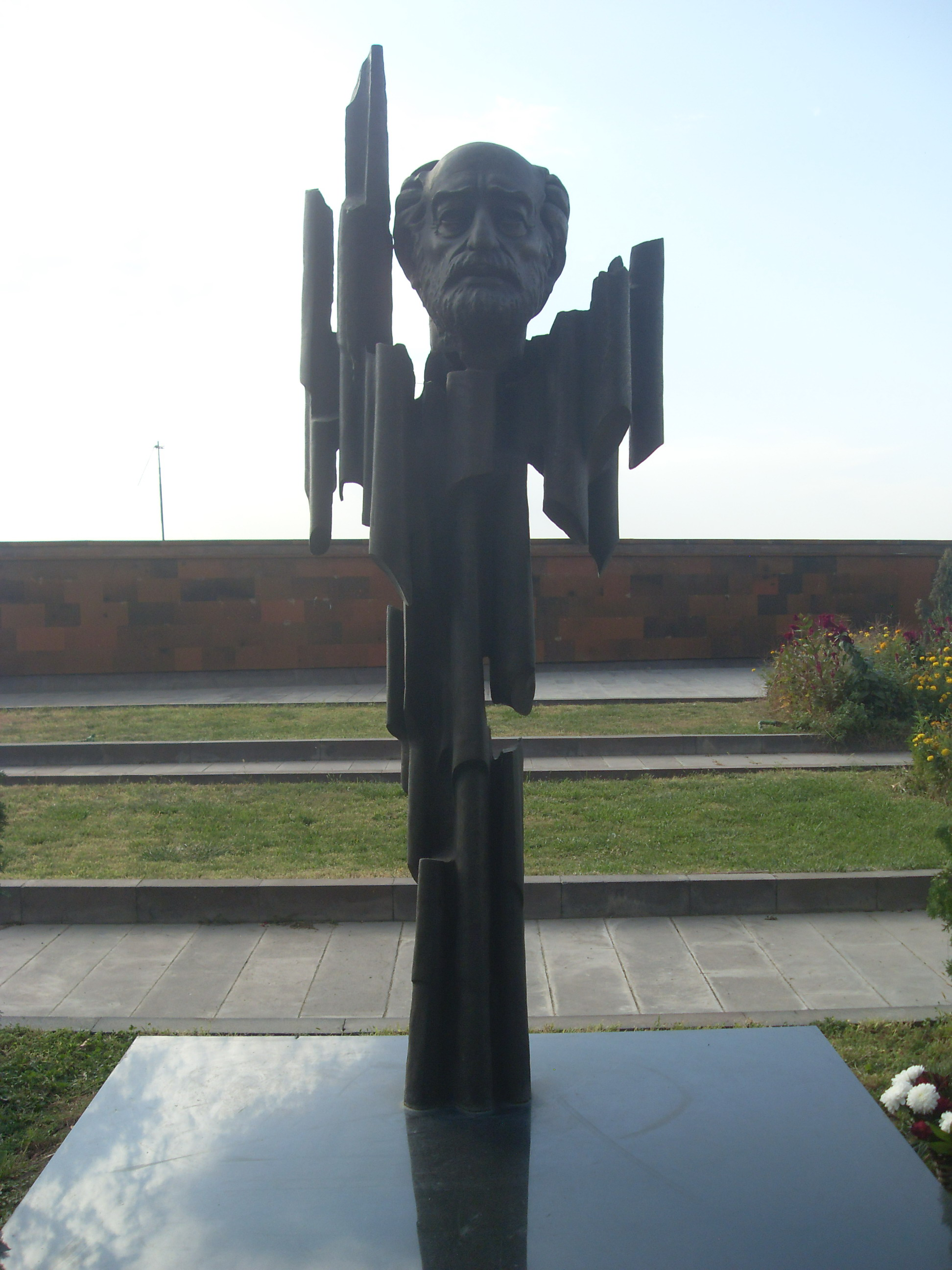
Սոս Սարգսյան
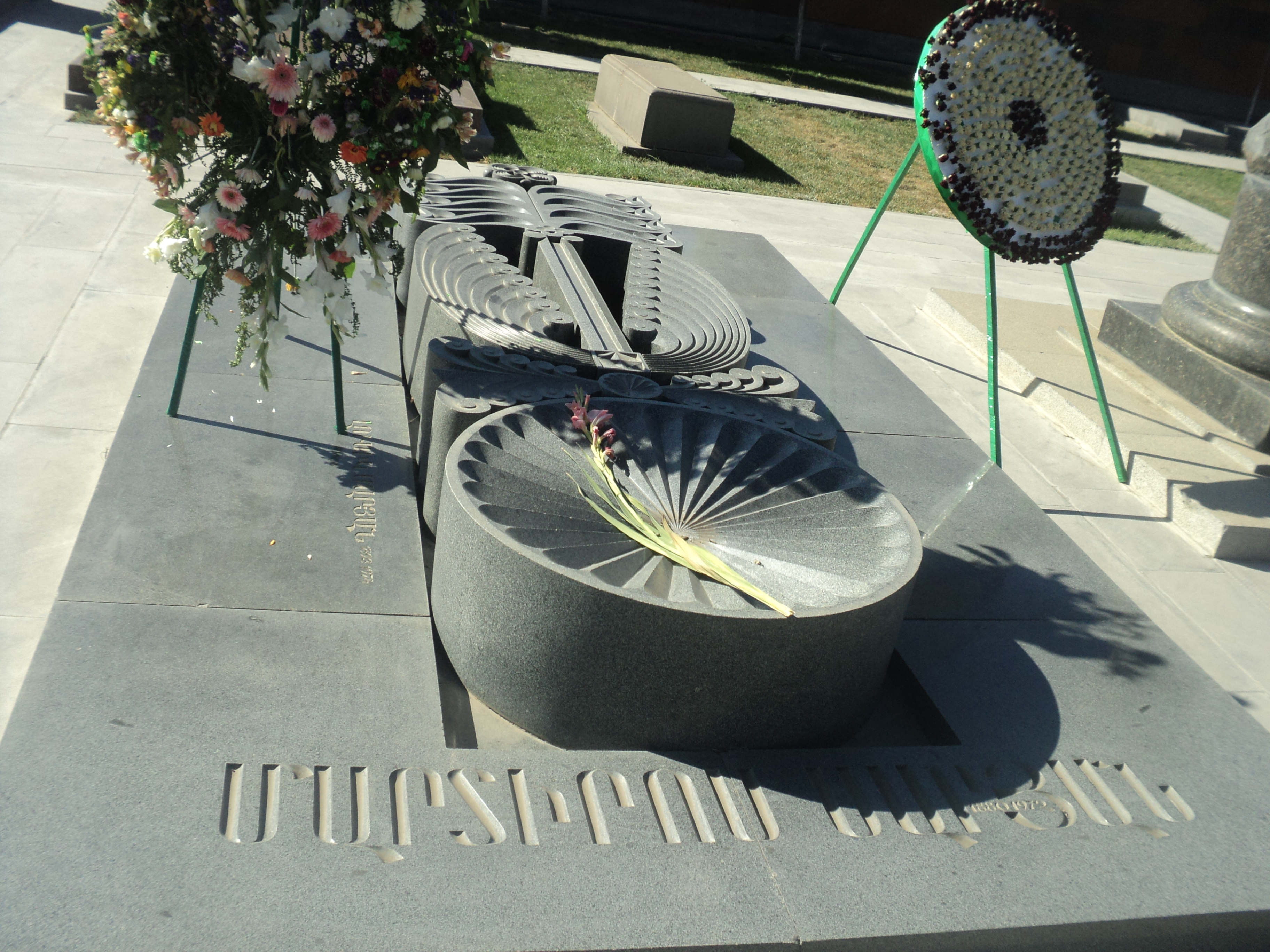
Մարտիրոս Սարյան
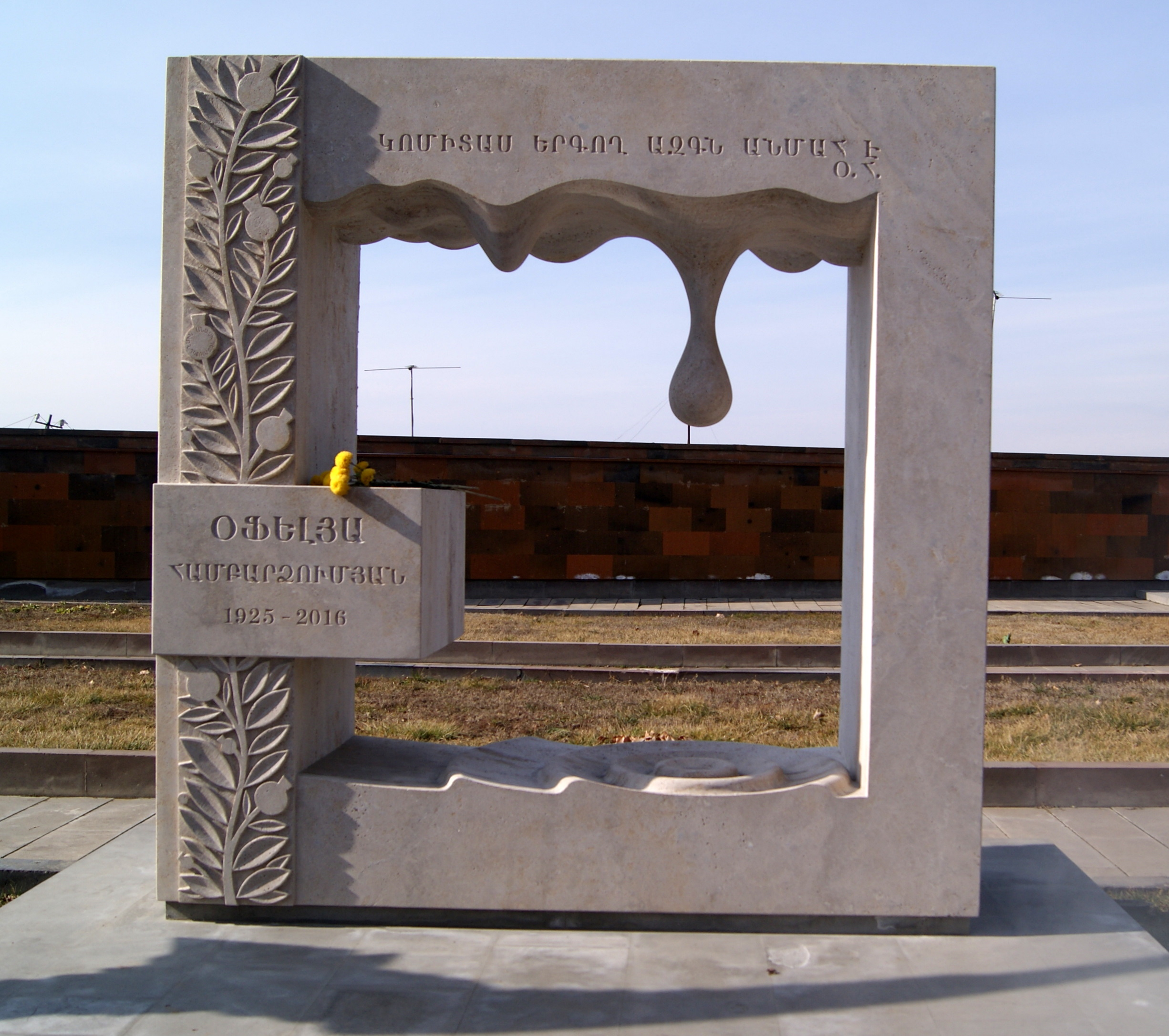
Օֆելյա Համբարձումյան
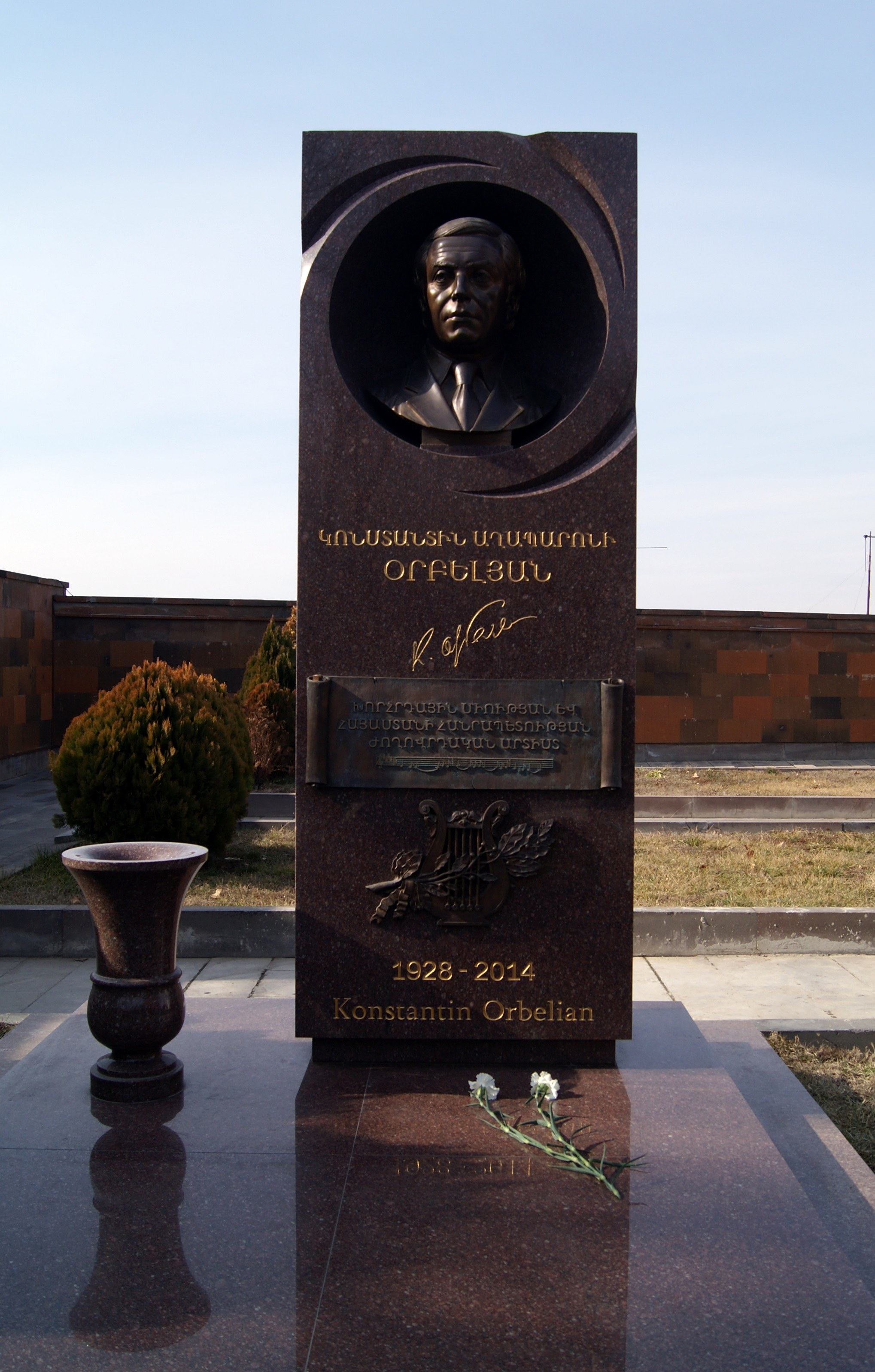
Կոնստանտին Օրբելյան
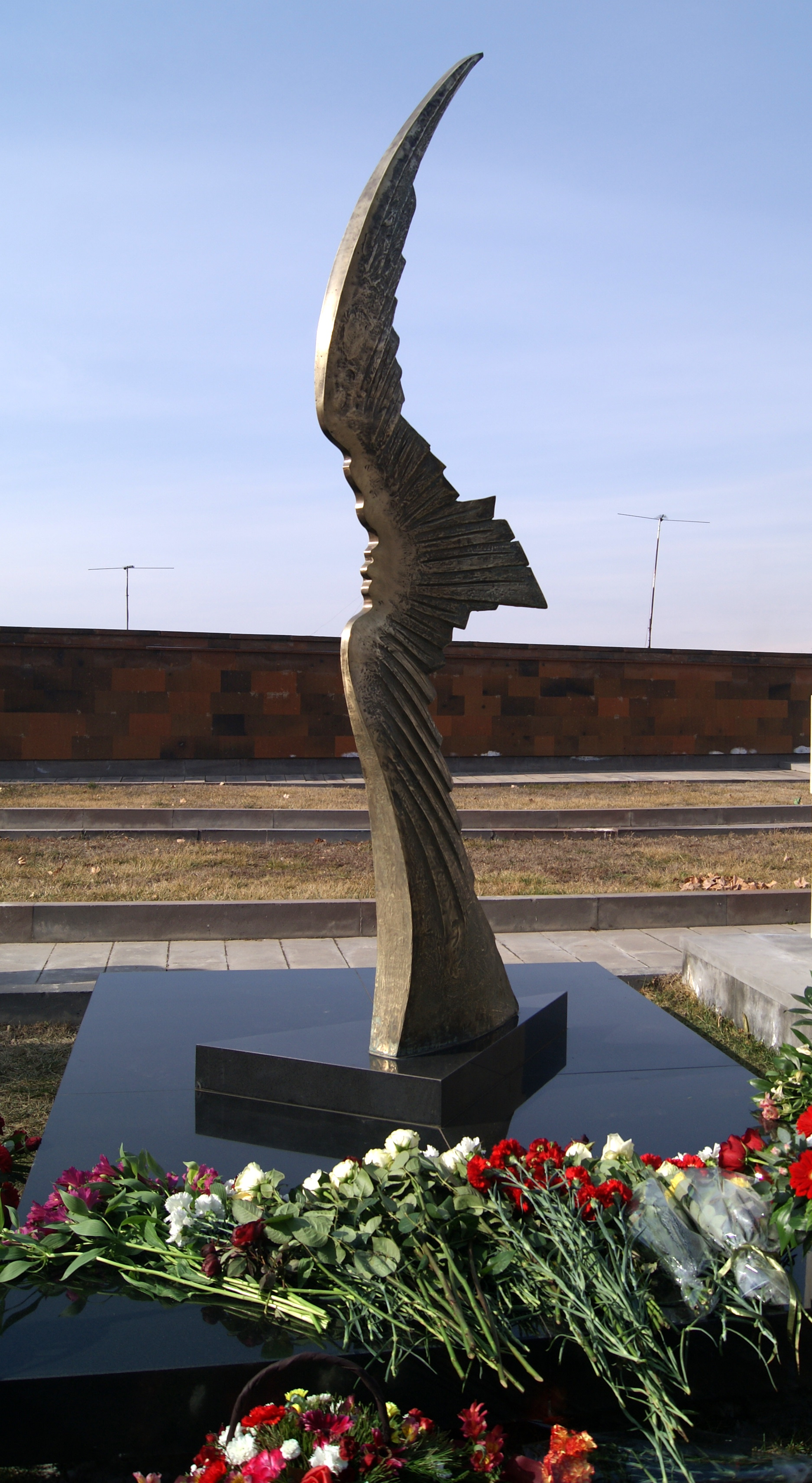
Գեղամ Գրիգորյան
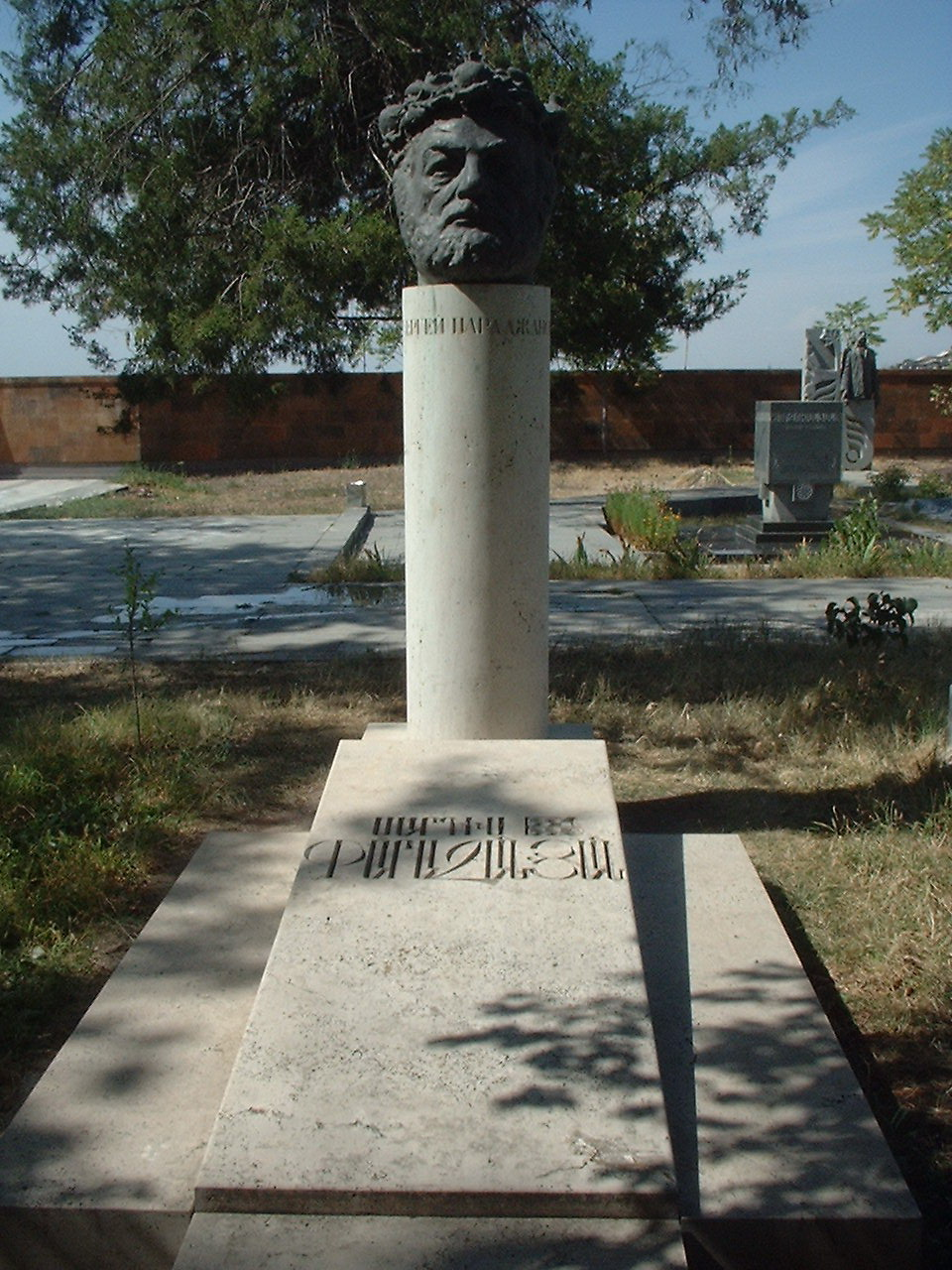
مزار سرگئی پاراجانف
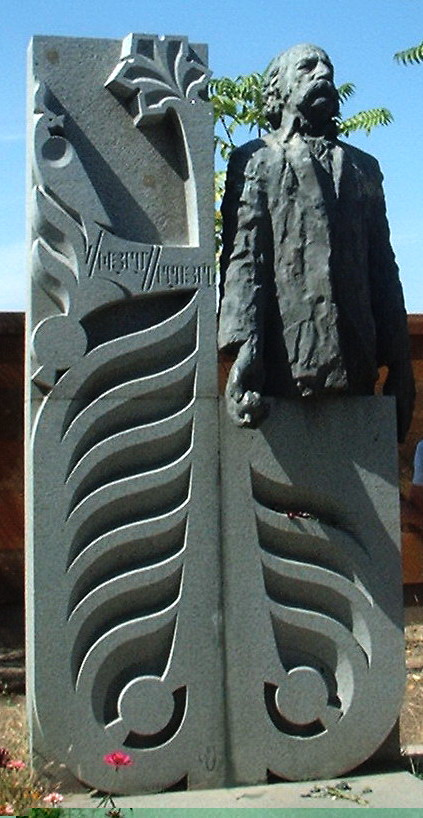
مزار ویلیام سارویان
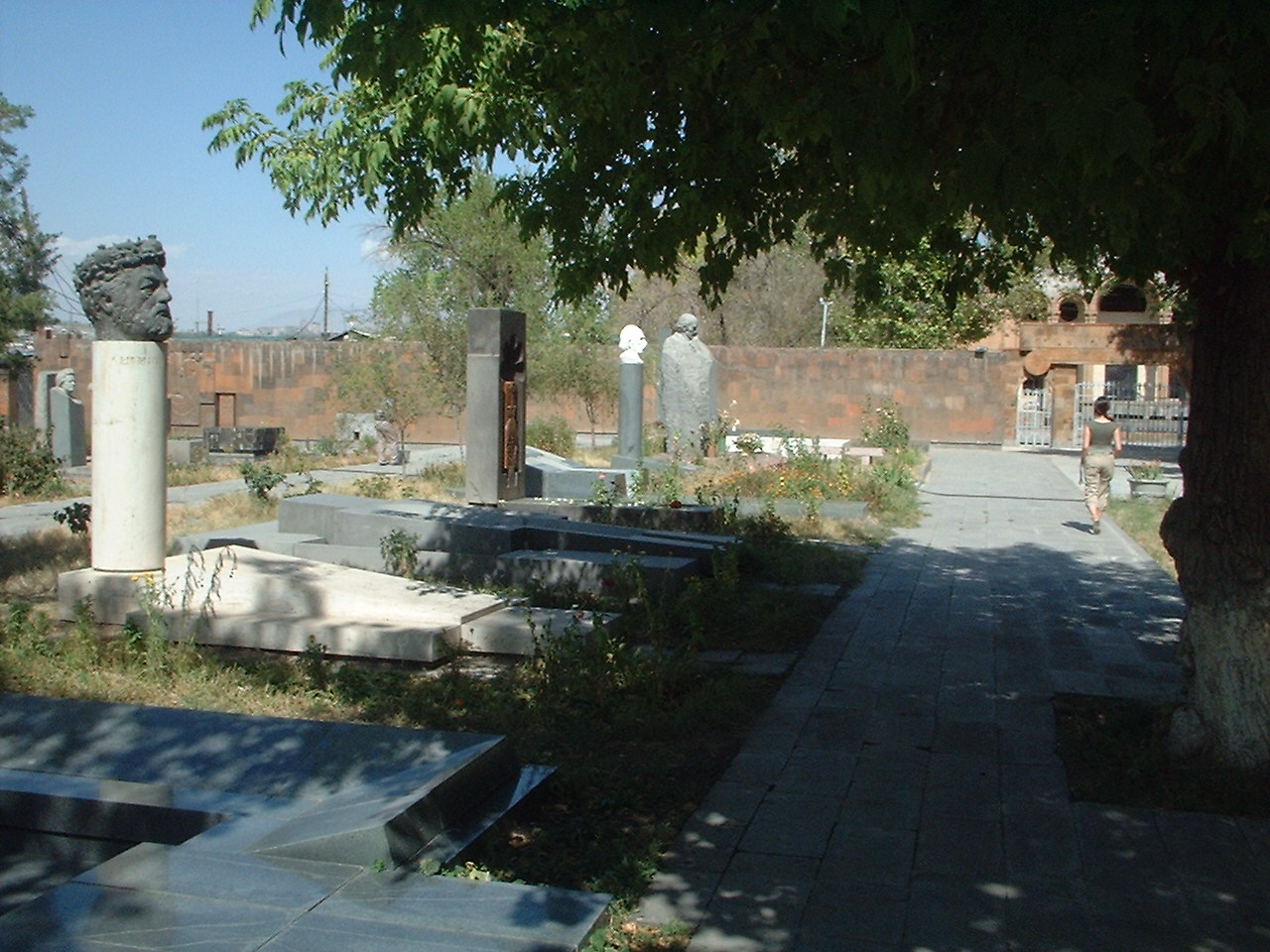